# Вудсток
Ву́дсток (англ. Woodstock Music and Art Festival, Фестиваль музики й мистецтва у Вудстоці) — один із найзнаменитіших фестивалів музики. Вудсток став символом кінця «ери хіпі» та початком сексуальної революції

## Woodstock '69

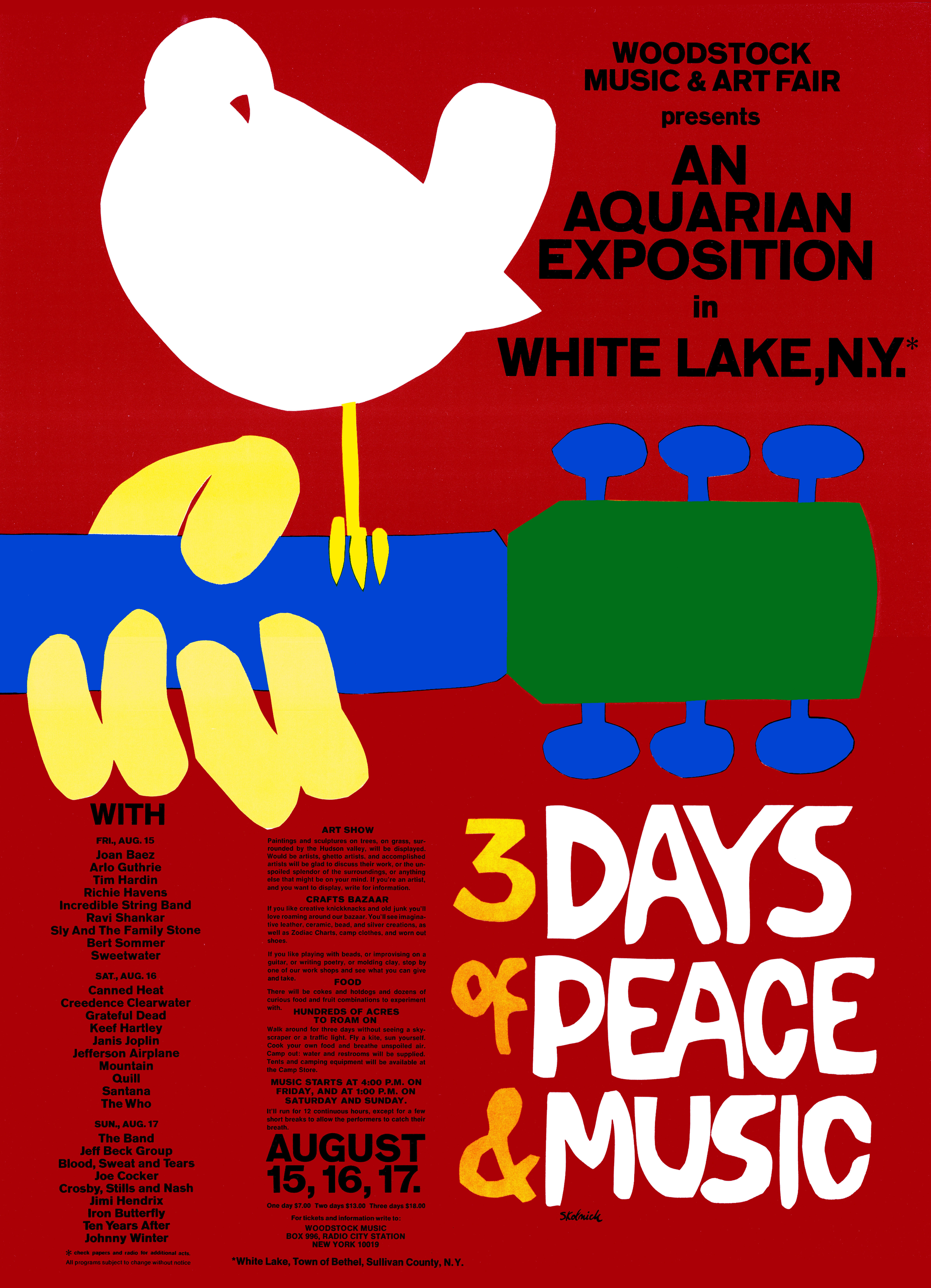
Рекламний плакат розроблений Арнольдом Сколником

Відбувся 15-17 серпня 1969 року в Бетелі (штат Нью-Йорк)  і зібрав від 400 000 — 500 000 осіб. Гаслом були слова: Peace, Love and Happiness («Мир, любов і щастя»). Фестиваль отримав назву «Вудсток» через більшу благозвучність, ніж «Бетел», попри те, що це місто розташоване на 100 км далі від місця проведення фестивалю.

Вступне слово взяв власник ферми, — Макс Ясгур, на території якої проходив фестиваль, він сказав: 
| Ліві лапки | Я фермер ... Я не знаю як говорити з 20 людьми одночасно, не кажучи вже про такий натовп. Але я думаю, що ви, довели щось світові — не лише містечку Бетель, чи окрузі Салліван, чи штату Нью-Йорк; ви довели це світові ... півмільйона молодих людей можуть зібратися разом і провести три дні веселощів і музики, і не мати нічого, крім веселощів і музики, і я — благослови тебе Бог за це! | Праві лапки |

 Спершу фестиваль мав бути платним, але побачивши таку кількість прибулих, організатори припинили продаж квитків, і переважну більшість відвідувачів вирішили пропустити на захід безоплатно. Санітарні умови були дуже поганими, бракувало практично всього. Проте навіть погана погода не завадила натовпу отримувати задоволення від спільного проведення часу.
Відкривав фестиваль американський фолк-музикант Річі Хевенс (1941—2013). Саме тоді він виконав свою версію спіричуела Motherless Child.

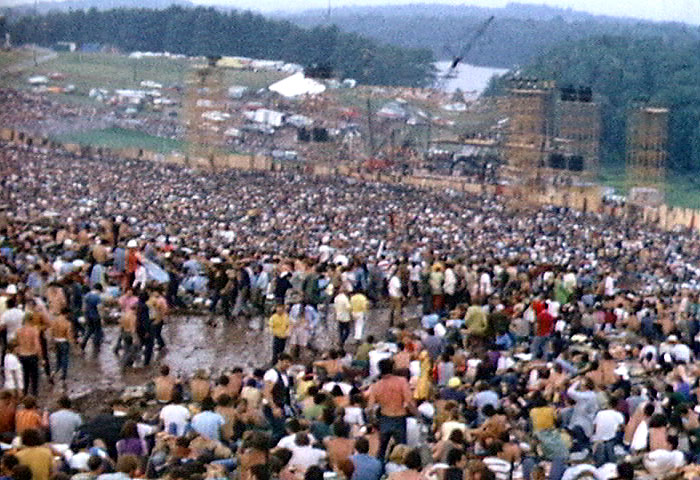
Натовп заповнює природний амфітеатр у Вудстоку

Хоча молодь дозволяла собі куріння марихуани, поліція вирішила не втручатися і, зрештою, за три дні не було зафіксовано жодного правопорушення. Листок конопель став одним із неофіційних символів Вудстока.

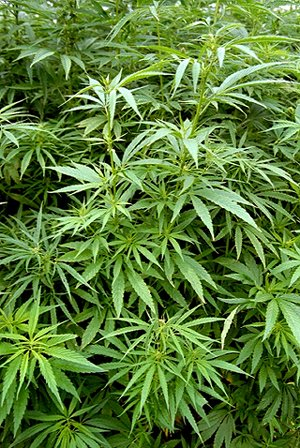
Конопля стала одним із неофіційних символів фестивалю

Фестиваль став однією з найвагоміших подій у американській молодіжній культурі 60-х рр. Попередником таких зібрань молоді була, наприклад, каліфорнійська «Літо кохання» (1967), але саме Вудсток символізував те прагнення єдності, миру та людської любові, якого так прагнуло покоління хіппі. Фестиваль означав і пік, і, водночас, наближення занепаду руху хіппі, початок сексуальної революції і руху «шістдесятників».

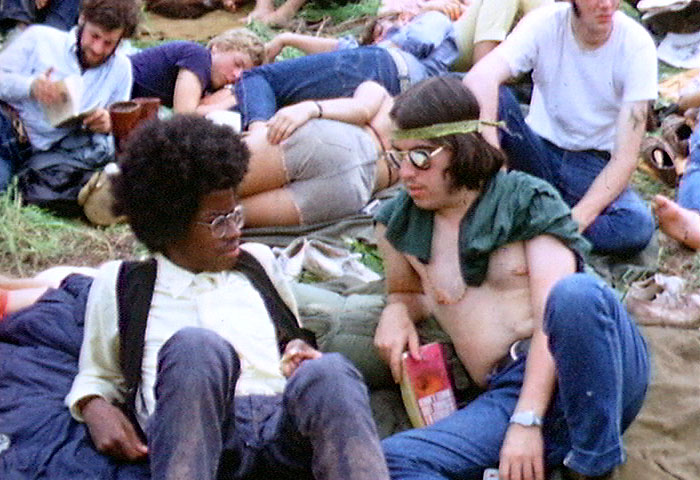
Двоє хіпі на фестивалі у Вудстоку

### Підготовка
Вудсток був започаткований завдяки зусиллям Майкла Ленга, Арті Корнфельда, Джоєла Розенмана та Джона Робертса. Фінансуванням проекту займались Робертс і Розенман. Ленг мав певний досвід промоутера, будучи співорганізатором Miami Pop Festival на східному узбережжі минулого року, де приблизно 25 000 людей відвідали дводенний захід.
Із самого початку між чотирма були відмінності в підходах: Робертс був дисциплінованим і знав, що потрібно для успіху підприємства, тоді як Ланг бачив Вудсток, як новий, «розслаблений» спосіб об'єднати підприємців. Коли Ленг не зміг знайти місце для концерту, Робертс і Розенман, вирушили в дорогу та зрештою знайшли місце. Подібні розбіжності щодо фінансової дисципліни змусили Роберта та Розенмана задуматися, чи продовжувати вкладати гроші в проєкт.

#### Вибір місця проведення
Оригінальним планом для проведення фестивалю було місто Вудсток можливо, поблизу запропонованої студії звукозапису, що належить Александеру Тапузу. Після того, як місцеві жителі відхили цю ідею, Ленг і Корнфельд подумали, що знайшли інше можливе місце проведення на фермі Вінстона в Соджертіс. Але вони неправильно зрозуміли, як прояснив повірений землевласника під час короткої зустрічі з Робертсом і Розенманом. Стривожені відсутністю прогресу, останні взялися за пошук місця проведення та виявили, що 300 акрів [120 га] Індустріальний парк Міллс у містечку Воллкілл, який компанія Woodstock Ventures орендувала за 10 000 доларів США (еквівалент 83 000 доларів США сьогодні) навесні 1969 року. Міську владу запевнили, що на захід прийде не більше 50 тисяч. Жителі міста відразу виступили проти проекту. На початку липня міська рада прийняла закон, який вимагає дозволу на будь-яке зібрання понад 5000 людей. Умови, на яких видавався дозвіл, унеможливлювали промоутерам продовження будівництва на території Воллкілла. Однак повідомлення про заборону виявилися рекламою для фестивалю.
Елліот Тайбер запропонував провести захід на території свого мотелю площею 15 акрів [6,1 га]. Він стверджує що познайомив промоутерів із молочним фермером Максом Ясгуром. Ленг заперечує розповідь Тайбера та каже, що Тайбер познайомив його з ріелтором, який відвіз його на ферму Ясгура без Тайбера. Син Макса Ясгура — Сем, погоджується з версією Ленга. Земля Ясгура утворювала природну чашу, що спускалася до ставка Філіппіні на північній стороні землі. Сцена була встановлена на підніжжі пагорба, а заднім планом був ставок Філіппіні. Ставок став популярним місцем для купання. Філіппіні був єдиним землевласником, який відмовився підписувати договір оренди на користування своєю власністю.
Попри опозиції мешканців і плакати, що проголошували: «Не купуйте молока. Зупиніть фестиваль хіпі-музики Макса», міський прокурор Бетеля — Фредерік В.В. Шадт, будівельний інспектор Дональд Кларк і міський інспектор Деніел Аматуччі схвалили дозвіл на фестиваль. Тим не менш, міська рада Бетелю відмовилася офіційно надавати дозволи. Кларку було наказано розмістити накази про припинення роботи. Розенман пригадує зустрічі з Доном Кларком і обговорення з ним того, наскільки неетично для нього було відмовляти в дозволах, які були вже дозволені та які він мав у своїй кішені. Наприкінці зустрічі інспектор Кларк дав йому дозволи. Наказ про припинення роботи було скасовано, і фестиваль міг продовжуватися, очікуючи підтримки Департаменту охорони здоров'я та сільського господарства та демонтажу всіх споруд до 1 вересня 1969 року.
Пізня зміна місця проведення не дала організаторам фестивалю достатньо часу для підготовки. На зустрічі за три дні до заходу будівельники попросили Розенмана вибрати між добудовою огорожі та квиткових кіосків, без яких Робертс і Розенман майже напевно зіткнулися б з банкрутством після фестивалю. Попри те, що через фестиваль Робертс і Розенман були близькі до фінансового краху, їхня власність на фільм і права на запис змінила їхні фінанси, коли в березні 1970 року вийшов документальний фільм, який отримав премію «Оскар» та інші.

#### Звук, та його технічна характеристика
Звук для концерту створив звукорежисер Біллі Хенлі. 
| Ліві лапки | Це спрацювало дуже добре... Я побудував спеціальні колонки гучномовців на пагорбах і мав 16 масивів гучномовців на квадратній платформі, що піднімалася до пагорба на вежах висотою 70 футів [21 метр]. Ми розраховували це на 150 000 — 200 000 людей. Звичайно з'явилося півмільйона. —Біллі Хенлі про події на Woodstock '69 | Праві лапки |

Компанія ALTEC Lansing розробила морські фанерні шафи, які важили півтонни кожна і мали 6 футів [1,8 м] у висоту, майже 4 фути [1,2 м] у глибину та 3 фути [0,91 м] у ширину. Кожен з цих корпусів містив чотири 15-дюймові (380 мм) динаміки JBL D140 loudspeakers. Високочастотні динаміки складалися з 4×2-Cell і 2×10-Cell Altec Horns. За сценою стояли три трансформатори, які забезпечували 2000 А струму для живлення підсилювальної установки. Протягом багатьох років цю систему спільно називали «бункерами Woodstock». Живі виступи були записані на два 8-доріжкових рекордера Scully у причепі трактора за лаштунками Едвіном Крамером і Лі Осборном на 1-дюймову шотландську стрічку зі швидкістю 15 кадрів на секунду, а потім зведені на студії Record Plant у Нью-Йорку.

#### Освітлення, та його технічна характеристика
Освітлення концерту розробив дизайнер світла і технічний керівник Едвард Герберт Бересфорд Монк. Монк був найнятий для планування та створення сцени освітлення.
Монк використав дванадцять 1300-ватних спотів Super Trouper-follow, встановлених на чотирьох вежах навколо сцени. Наступні прожектори важили 600 футів [270 кг] кожен з них керували оператори прожекторів, яким доводилося підніматися на вершину освітлювальних веж висотою 60 футів [18 м].
Монка також назначили як ведучого перед концертом, коли Майкл Ленг помітив, що забув найняти останнього. Монка можна почути і побачити в записах Вудстока, які роблять оголошення на сцені, включаючи прохання «триматися подалі від веж» і попередження про «коричневу кислоту».

#### Артисти

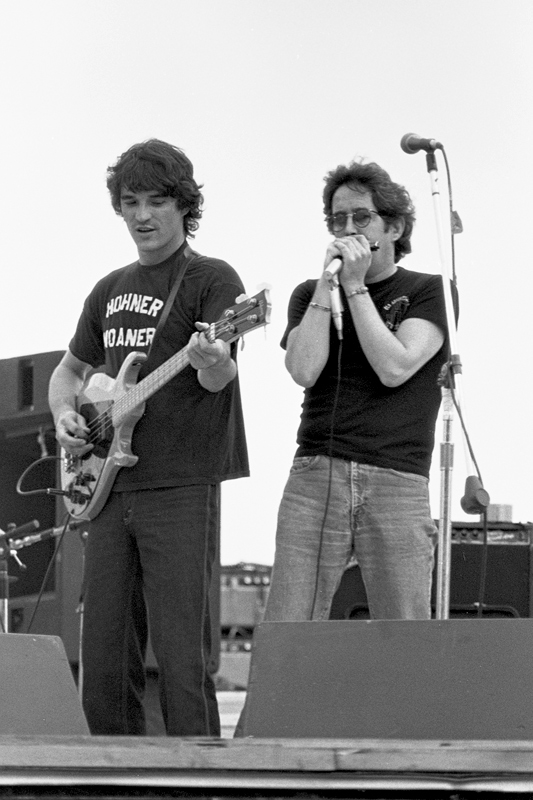
Рік Данко разом з Полом Баттерфілдом під час виступу Woodstock Reunion

У квітні 1969 року Creedence Clearwater Revival стала першою групою, яка підписала контракт, погодившись грати за 10 000 доларів (еквівалент 83 000 доларів у 2023 році
).
Було виконано тридцять дві виступів протягом чотирьох днів.
| Артисти            | Час | Сет-ліст | Примітки |
| ------------------ | --- | --- | --- |
| Річі Гевенс        | 17:07 – 17:54 | 1. «From the Poison» 2.«Get Together» 3.«From the Poison» (Reprice) 4. «The Minstrel from Gault» 5. «I'm a Stranger Here» 6. «High Flying Bird» 7. «I Can't Make It Anymore» 8. «With a Little Help from My friends» 9. «Handsome Johnny» 10. «Strawberry Fields Forever»/«Hey Jude» 11. «Freedom (Motherless child)» | Було переміщено до першого виступу після того, як Sweetwater були зупинені поліцією по дорозі на фестиваль, а інші артисти затрималися на автостраді. Частково Гевенсу було сказано продовжувати грати, оскільки багато артистів, які мали виступати після нього, затримувалися в досягненні місця проведення фестивалю, бо дороги фактично стояли в пробках. Гевенс імпровізував пісню на основі спіричуела «Motherless Child», яка згодом стане називатися «Freedom».. Також виконав кавер версії пісень «Let's Get Together» Чета Пауерса; «High Flying Bird» Біллі Едда Вілера; дві пісні гурту The Beatles «With a Little Help From My Friends», «Strawberry Fields Forever» |
| Свамі Сатчідананда | 17:55 – 18:10 | — | Виступив із вступною промовою до фестивалю:\| \| Мої любі брати і сестри Я переповнений радістю, коли бачу всю молодь Америки, яка зібралася тут в ім'я прекрасного музичного мистецтва. Насправді, завдяки музиці ми можемо творити чудеса. Музика — це небесний звук, і саме він керує всім Всесвітом, а не атомні коливання. Звукова енергія, звукова сила, набагато, набагато більша, ніж будь-яка інша сила в цьому світі. І я б дуже хотів, щоб ви всі запам'ятали одну річ: за допомогою звуку ми можемо створити — і в той же час зламати. Навіть на полі війни, щоб зробити ніжне серце твариною, використовують звук. Без цього бойового оркестру, цього приголомшливого звуку людина не стане твариною, щоб убивати своїх рідних братів. Отже, це доводить, що ви можете зламати звук, і якщо нам це важливо, ми також можемо його зробити. \| |
| Sweetwater         | 18:15 – 19:20 | 1. «Motherless Child» 2. «Look Out» 3. «For Pete's Sake» 4. «Day Song» 5. «What's Wrong» 6. «Crystal Spider» 7. «Two Worlds» 8. «Why Of Why» 9. «Let the Sunshine In» 10. «Oh Happy Day» | Друга група, яка виступала на фестивалі. Гурт також виконав спіричуел «Sometimes I Feel Like a Motherless Child» та кавер версію «Let the Sunshine In» Галт МакДермота |
| Берт Соммер        | 19:35 – 20:15 | 1. «Jennifer» 2. «The Road to Travel» 3. «I Wondered Where You Be» 4. «She's Gone» 5. «Things Are Going My Way» 6. «And When It's Over» 7. «Jeanette» 8. «America» 9. «A Note That Read» 10. «Smile» | Отримав перші овації на фестивалі після виконання пісні America гурту Simon & Garfunkel. |
| Тім Гардін         | 20:30 – 21:35 | 1. «How Can We Hang On to a Dream?» 2. «Susan» 3. «If I Were a Carpender» 4. «Reason to Believe» 5. «You Upset the Grace of Living When You Lie» 6. «Speak Like a Child» 7. «Show White Lady» 8. «Blue On My Ceiling» 9. «Simple Song Of Freedom» 10. «Misty Roses» | Виконав соло «If I Were a Carpender», а також повний набір своєї музики за підтримки групи, до складу якої входив барабанщик Муруга Букер.. Також виконав кавер версії «Blues on the Ceiling» Фреда Ніла та «Simple Song of Freedom» Боббі Даріна |
| Раві Шанкар        | 12:00 – 12:40 | 1. «Raga Puriya-Dhanashri (Get In Sawarital)» 2. «Tabla Solo In Jhaptal» 3. «Raga Manj Kmahaj» | Грав крізь дощ. На хвилі спіритизму та пошуку нових впливів його музика стала дуже популярною, але Шанкар не любив натовп молодих людей, що вживали наркотики та гуляли. |
| Мелані Сафка       | 1:00 – 1:25 | 1. «Close to It All» 2. «Momma Momma» 3. «Beautiful People» 4.«Animal Crackers» 5. «Mr. Tambourine Man» 6. «Turing My Guitar» 7.«Birthday of the Sun» | Відправлена на сцену для незапланованого виступу після того, як Incredible String Band відмовився виступати під час зливи. Виконала кавер версію «Mr. Tambourine Man» Боба Ділана |
| Арло Гатрі         | 1:45 ранку – 2:25 ночі | 1. «Coming into Los Angeles» 2. «Wheel of Fortune» 3. «Walking Down the Line» 4. «The Story of Moses» 5. «Oh Mary, Don't You Weep» 6. «Every Hand in the Land» 7. «Amazing Grace» | Найбільш пам'ятну пісню «Coming into Los Angeles», яку виконував на Вудстоку заборонили на радіо. Виконав кавер версію «Walkin' Down the Line» Боба Ділана; спіричуел «Mary Don't You Weep» та християнський гімн Чудова ласка. |
| Джоан Баез         | 3:00 ранку – 4:00 ранку | 1. «Oh Happy Day» 2. «The Last Thing On My Mind» 3. «I Shall Be Released» 4. «Story about how the Federal Marsalls came to take David Harris in custody» 5. «No Expectations» 6. «Joe Hill» 7. «Sweet Sir Galahad» 8. «Hickory Wind» 9. «Drug Store Truck Driving Man»(спільно з Джеффрі Шертлеффом) 10. «I Live One Day at a Time» 11. «Take Me Back to the Sweet Sunny South» 12. «Let Me Wrap You In My Warm and Tender Love» 13. «Swing Low, Sweet Chariot» 14. «We Shall Overcome» | Тоді була на шостому місяці вагітності, також під час виступу йшов дощ, а після того, як вона закінчила, почався сильний дощ. Весь сет-ліст окрім «Sweet Sir Galahad» та «Take Me Back to the Sweet Sunny South» складався з кавер версій, а саме «Oh! Happy Day» гурту Edwin Hawkins Singers; «The Last Thing on My Mind» Тома Пакстона; «I Shall Be Released» Боба Ділана; «No Expectations» гурту The Rolling Stones; «Joe Hill» Ерла Робінсона; дві пісні гурту The Byrds «Hickory Wind», «Drug Store Truck Driving Man»; «One Day at a Time» Віллі Нельсона; «Warm and Tender Love» Джо Хейвуда. Також Баез виконала спіричуел «Swing Low, Sweet Chariot» та госпел «We Shall Overcome». |
| Ліві лапки         | Мої любі брати і сестри Я переповнений радістю, коли бачу всю молодь Америки, яка зібралася тут в ім'я прекрасного музичного мистецтва. Насправді, завдяки музиці ми можемо творити чудеса. Музика — це небесний звук, і саме він керує всім Всесвітом, а не атомні коливання. Звукова енергія, звукова сила, набагато, набагато більша, ніж будь-яка інша сила в цьому світі. І я б дуже хотів, щоб ви всі запам'ятали одну річ: за допомогою звуку ми можемо створити — і в той же час зламати. Навіть на полі війни, щоб зробити ніжне серце твариною, використовують звук. Без цього бойового оркестру, цього приголомшливого звуку людина не стане твариною, щоб убивати своїх рідних братів. Отже, це доводить, що ви можете зламати звук, і якщо нам це важливо, ми також можемо його зробити. | Праві лапки | |

| Артисти                      | Час                     | Сет-ліст | Примітки |
| ---------------------------- | ----------------------- | --- | --- |
| Quill                        | 12:15 – 13:00           | 1. «They Live the Life» 2. «That's How I Eat» 3. «Driftin» 4. «Waitin' for You» | Перший гурт другого дня. Виконали кавер версію «Driftin' Blues» гурту Johnny Moore's Three Blazers. |
| Кантрі Джо Макдональд        | 13:00 – 13:30           | 1. «Janis» 2. «Donovan's Reef» 3. «Heartaches by the Number» 4. «Ring of Fire» 5. «Tennessee Stud» 6. «Rockin' Round the World» 7. «Flying High» 8. «I Seen a Rocket» 9. «The "Fish" Cheer/I-Feel-Like-I'm-Fixin'-to-Die Rag» | Залучений для позапланового екстреного сольного виступу, коли Сантана ще не був готовий вийти на сцену. Перший виступ Кантрі Джо Макдональда був сольним без групи The Fish. Наступного дня Джо знову виступав із Fish. Виконав кавер версії «Heartaches by the Number» Ґая Мітчелла; «Ring of Fire» Мерл Кілгор, Джун Картер Кеш та Джонні Кеш. |
| Santana                      | 14:00 – 14:45           | 1. «Waiting» 2. «Evil Ways» 3. «You Just Don't Care» 4. «Savor» 5. «Jingo» 6. «Persuasion» 7.«Soul Sacrifice» 8. «Fried Neck Bones and Some Home Fries» | Карлос Сантана стверджував, що мав галюцинації від мескаліну протягом більшої частини виступу. Виконав кавер версії двух пісень Віллі Бобо «Evil Ways», «Fried Neck Bones and Some Home Fries» та Бабатунде Олатунджі «Ji-Go-Lo-Ba/Jingo». |
| Джон Себастьян               | 15:30 – 15:55           | 1. «How Have You Been» 2. «Rainbows All Ovel Your Blues» 3. «I Had a Dream» 4. Darlin' Be Home Soon» 5. «Younger Generation» | Себастьян не був в афіші, а скоріше відвідував фестиваль і був найнятий для виступу, поки промоутери чекали на прибуття багатьох із запланованих виконавців. |
| Keef Hartley Band            | 16:45 – 17:30           | 1. «Spanish Fly» 2. «She's Gone» 3. «Too Much Thinkin» 4. «Believe in You» 5. «Rock Me Baby» 6. «"Sinnin" for You / Leaving Trunk / Just to Cry / "Sinnin" for You» | Перший британський гурт, який виступав на фестивалі. Виконав кавер версію «Leaving Trunk» Сліпі Джона. |
| The Incredible String Band   | 18:00 – 18:30           | 1. «Innocation» 2. «The Letter» 3. «Gather 'Round» 4. «This Moment» 5. «Come with Me» 6. «When You Find Out Who You Are» | Спочатку планувалося виступити в перший день після Раві Шанкара, але, вони відмовилися виступати під час зливи і були перенесені на другий день. |
| Canned Heat                  | 19:30 – 20:45           | 1. «I'm Her Man» 2. «Going Up the Country» 3. «A Change Is Gonna Come/Leaving This Town» 4. «Too Many Drivers at the Wheel» 5. «I Know My Baby» 6. «Woodstock Boggie» 7. «On the Road Again» | Небо було хмарне, тому було трохи темніше, ніж зазвичай. |
| Mountain                     | 21:00 – 22:00           | 1. «Blood of the Sun» 2. «Stormy Monday» 3. «Theme for an Imaginary Western» 4. «Long Red» 5. «For Yasgur's Farm» 6. «Beside the Sea» 7. «Waiting to Take You Away» 8. «Dreams of Milk and Honey / Guitar Solo» 9. «Blind Man» 10. «Dirty Shoes Blues» 11. «Southbound Train» | Цей виступ був лише третім концертом для гурту. Виконали кавер версію «Call It Stormy Monday but Tuesday Is Just as Bad» Ті-Боун Вокера; «Theme for an Imaginary Western» Джека Брюса та Піта Брауна. |
| Grateful Dead                | 22:30 – 23:50           | 1. «St. Stephen» 2. «Mama Tried» 3. «Dark Star» 4. «High Time» 5.«Turn On Your Lovelight» | Гурт запізнився на сцену через не налагоджене заземлення на сцені. Їх сет закінчився після 36-хвилинної версії «Turn On Your Love Light» вона є кавером Боббі Бленда. Також виконали кавер версію «Mama Tried» Мерла Гаґґарда |
| Creedence Clearwater Revival | 12:30 – 01:20           | 1. «Born on the Bayou» 2. «Green River» 3. «Ninety-Nine and a Half (Won't Do)» 4. «Commotion» 5. «Bootleg» 6. «Bad Moon Rising» 7. «Proud Mary» 8. «I Put a Spell on You» 9. «The Night Time Is the Right Time» 10. «Keep on Chooglin'» 11. «Suzy Q» | Джон Фогерті поскаржився, що довгий сет The Grateful Dead затримав їхній сет, тому більшість аудиторії лягла спати, коли гурт виступав серед ночі. Виконали кавер версії «Ninety-Nine and a Half (Won't Do)» Вілсона Пікетта; «I Put a Spell on You» Джея Хокінса; «Night Time is the Right Rime» Рузвельта Сайкса; «Suzy Q» Дейла Хоукінса |
| Дженіс Джоплін               | 2:00 – 3:00 ночі        | 1. «Raise Your Hand» 2. «As Good as You've Been to This World» 3. «To Love Somebody» 4. «Summertime» 5. «Try (Just a Little Bit Harder)» 6. «Kozmic Blues» 7. «Can't Turn You Loose» 8. «Work Me, Lord» 9. «Piece of My Heart» 10. «Ball and Chain» | Вона грала в ніч із суботи на неділю близько 2:00 ночі. На Вудстоку її гонорар склав 7 500 доларів США Виконала кавер версій «Rise Your Hands» Едді Флойда; «To Love Somebody» гурту Bee Gees; «Summertime» Джорджа Гершвіна; «I Can't Turn You Loose» Отіса Реддінга; «Piece of My Heart» Ерми Франклін; «Ball And Chain» Віллі Мей Торнтон. |
| Sly & the Family Stone       | 3:30 ранку – 4:20 ранку | 1. «M'Lady» 2. «Sing A Simple Song» 3. «You Can Make It You Try» 4. «Everyday People» 5. «Dance To The Music» 6.«Music Lover» 7. «I Want To Take You Higher» 8. «Love City» 9. «Stand!» | З огляду на їх пізню появу, гурт були надзвичайно свіжими та потужними. Їхній виступ вважається одним із їхніх найкращих виступів. |
| The Who                      | 5:00 ранку – 6:05 ранку | 1. «Heaven and Hall» 2. «I Can't Explain» 3. «It's a Boy» 4. «1921» 5. «Amazing Journey» 6. «Sparks» 7.«Eyesight to the Blind (The Hawker)» 8. «Christmas» 9. «Acid Queen» 10. «Pinball Wizard» 11. «The Abbie Hoffman Incdent» 12. «Do You Think It's Alright?» 13. «Fiddle About» 14. «There's a Doctor» 15. «Go to the Mirror» 16. «Smash the Mirror» 17. «I'm Free» 18. «Tommy Holiday Camp» 19. «We're Not Honna Take It» 20. «See Me, Feel Me» 21. «Summertime Blues» 22.«Shakin' All Over» 23. «My Generation» 24. «Naked Eye» | Коротко перервано Еббі Хофманом. Хоффман — засновник Молодіжної міжнародної партії, був іконою антив'єтнамських протестів проти війни і навіть був звинувачений у підбурюванні до заворушень під час національного з'їзду Демократичної партії 1968 року. Вторгнення на сцену відбулося під час зміни камери, тому його не було знято на плівку, але аудіо можна почути в треку «Abbie Hoffman Incident» Виконав кавер версії «Eyesight to the Blind» Алека Міллера; «Summertime Blues» Едді Кокрана; «Shakin' All Over» гурту Johnny Kidd & the Pirates |
| Jefferson Airplane           | 8:00 – 9:40             | 1. «The Other Side of This Life» 2. «Somebody to Love» 3. «3/5 of a Mile in 10 Seconds» 4. «Won't You Try / Saturday Afternoon» 5. «Eskimo Blue Day» 6. «Plastic Fantastic Lover» 7. «Wooden Ships» 8. «Uncle Sam Blues» 9. «Volunteers» 10. «The Ballad of You & Me & Pooneil» 11. «Come Back Baby» 12. «White Rabbit» 13. «The House at Pooneil Corners» | На сцені на фортепіано приєднався Нікі Гопкінс. Спершу були заплановані як хедлайнери суботи, другого дня Вудстоку, але стартували в неділю вранці. Виконали кавер версії «The Other Side of This Life» Фреда Ніла, «Somebody to Love» гурту The Great Society; «Wooden Ships» гурту Crosby, Stills, Nash; «Come Back, Baby» Вальтера Девіса |

| Артисти                      | Час                     | Сет-ліст | Примітки |
| ---------------------------- | ----------------------- | --- | --- |
| Джо Кокер і The Grease Band  | 14:00 – 15:25           | 1. «Who Knows What Tomorrow May Bring» 2. «40,000 Headmen» 3. «Dear Landlord» 4. «Someting's Coming On» 5. «Do I Still Figure in Your Life» 6. «Feelin' Alright» 7. «Just Like a Woman» 8. «Let's Go Get Stoned» 9. «I Don't Need No Doctor» 10. «I Shall Be Released» 11. «Hitchcock Railway» 12. «Something to Say» 13. «With a Little Help from My Friends»                                                                                              | Був першим офіційно запланованим виступом у неділю. Виконав кавер «With a Little Help from My Friends» гурту The Beatles, також серед каверів були дві пісні гурту Traffic «Who Knows What Tomorrow May Bring», «Feelin' Alright?»;три пісні Боба Ділана «Dear Landlord», «Just Like a Woman», «I Shall Be Released»; «Do i Still Figure in Your Life?» гурту Honeybus; «Let's Go Get Stoned» гурту The Coasters; «I Don't Need No Doctor» Рея Чарльза; «Hitchcock Railway» Дон Данн та Тоні Маккешен. Після сету Джо Кокера гроза на кілька годин перервала поді. |
| Country Joe and the Fish     | 18:30 – 19:30           | 1. «Rock & Soul Music» 2. «(Thing Called) Love» 3. «Not So Sweet Martha Lorraine» 4. «Sing, Sing, Sing» 5. «Summer Dresses» 6. «Friend, Lover, Woman, Life» 7. «Silver and Gold» 8. «Maria» 9. «The Love Machine» 10. «Ever Since You Told Me That You Love Me (I'm a Nut)» 11. «Short Jam (instrumental)» 12. «Crystal Blues» 13. «Rock & Soul Music» (Reprice) 14. «"Fish" Cheer > I-Feel-Like-I'm-Fixin'-To-Die Rag»                                     | Група відновила фестиваль після грози. Другий виступ Кантрі Джо Макдональда. Виконали кавер версію «Ever Since You Told Me That You Love Me (I'm a Nut)» Герберта Хаурі, «Friend, Lover, Woman, Wife» Лі Сміта. |
| Ten Years After              | 20:15 – 21:15           | 1. «Spoonful» 2. «Good Morning Little Schoolgirl» 3. «Hobbit» 4. «I Can't Keep from Crying Sometimes» 5. «Help Me» 6. «I'm Going Home» | Другий та останній британський гурт який вийшов на сцену під час фестивалю Вудсток 1969 року. Виконали кавер версії «Spoonful» Віллі Діксона; дві пісні Джона Лі Кертіса «Good Morning, School Girl», «Help Me». |
| The Band                     | 22:00 – 22:50           | 1. «Chest Fever» 2. «Don't Do It» 3. «Tears of Rage» 4. «We Can Talk» 5. «Long Black Veil» 6. «Don't You Tell Henry» 7. «Ain't No More Cane on the Brazos» 8. «This Wheel's on Fire» 9. «I Shall Be Released» 10. «The Weight» 11. «Loving You Is Sweeter Than Ever» | «The Weight» — їхня передостання після, яка стала відомою завдяки фільму про байкерів Easy Rider. Виконали кавер версії «Baby Don't You Do It» Марвіна Ґея; «Long Black Veil» Лефті Фрізелл; «I Shall Be Released» Боба Ділана; «Loving You Is Sweeter Than Ever» гурту The Four Tops. Також гурт виконали традиційну пісню для в'язничої роботи на півдні Сполучених Штатів — «Ain't No More Cane on the Brazos». |
| Джонні Доусон Вінтер III     | 12:00 – 01:05           | 1. «Mama, Talk to Your Daughter» 2. «Leland Mississippi Blues» 3. «Mean Town Blues» 4. «You Done Lost Your Good Thing Now > Mean Misreater» 5.«I Can't Stand It»(спільно з Едгаром Вінтером) 6. «Tobacco Road»(спільно з Едгаром Вінтером) 7. «Tell the Truth»(спільно з Едгаром Вінтером) 8. «Johnny B. Goode» | Брат Вінтера, Едгар Вінтер, фігурує в трьох піснях. Також було виконано кавер версії «You Done Lost Your Good Thing Now» Райлі Бі Кінга; «I Can't Stand It» Бо Дідлі та «Johnny B. Goodle» Чака Беррі; «Mamma Talk to Your Daughter» Дж. Б. Ленора; «Mean Mistreater Mama» Лероя Карр та Скрепер Блеквелла; «Tobacco Road» Джона Лаудермілка; «Tell the Truth» гурту The "5" Royales. |
| Blood, Sweat & Tears         | 1:30 ранку – 2:30 ночі  | 1. «More and More» 2. «Just One Smile» 3. «Something's Coming On» 4. «More Than You'll Ever Know» 5. «Spinning Wheel» 6. «Sometimes in Winter» 7. «Smiling Phases» 8. «God Bless the Child» 9. «And When I Die» 10. «You're Made Me So Very Happy» | Відмовилися від участі в документальному фільмі чи альбомі саундтреків через незадоволення якістю звуку їх виконання. Виконали кавер версії «Just One Smile» Джина Пітні; «Something's Coming On» Джо Кокера; «Smiling Phases» гурту Traffic; «God Bless the Child» Біллі Голідей; «And When I Die» Лори Ніро; «You've Made Me So Very Happy» Бренди Холловей. |
| Crosby, Stills, Nash & Young | 3:00 ранку – 4:00 ранку | 1. «Suite: Judy Blues Eyes» 2. «Blackbird» 3. «Helplessly Hoping» 4. «Guinnevere» 5. «Marrakesh Express» 6. «4 + 20» 7. «Mr. Soul» 8. «I'm Wonderin'» 9. «You Don't Have to Cry» 10. «Pre-Load Downs» 11. «Pre-Load Downs» 12. «Bluebird Revisited» 13. «Sea of Madness» 14. «Wooden Ships» 15. «Find the Cost of Freedom» 16. «49 Bye-Byes» | Це був лише їхній другий концерт. Були зіграні акустичний та електричний сет. Ніл Янг пропустив більшу частину акустичного сету. Запис пісень Роберти Джоан Андерсена, присвячений Вудстоку, пізніше став хітом і записом, який найбільше асоціювався з фестивалем. Також гурт виконали кавер версії «Blackbird» гурту The Beatles; «Mr. Soul» гурту Buffalo Springfield. |
| Пол Баттерфілд               | 6:00 – 7:10 ранку       | 1. «Born Under a Bad Sign» 2. «No Amount of Loving» 3. «Driftin' and Driftin'» 4. «Morning Sunrise» 5. «All in a Day» 6. «Love March» 7. «Everything's Gonna Be Alright» | Розпочав виступ за планом часу. Виконав кавер версії «Born Under a Bad Sign» гурту Booker T. & the M.G.'s; «Drifting Blues» гурту Johnny Moore's Three Blazers; «Everything Gonna Be Alright» Меріона Джейкобса. |
| Sha Na Na                    | 7:30 – 8:00             | 1. «Get A Job» 2. «Come Go With Me» 3. «Silhuettes» 4. «Teen Angel» 5. «Jailhouse Rock» 6. «Wipe Out» 7. «Blue Moon» 8. «(Who Wrote) The Book of Love» 9. «Little Darling» 10. «At The Hop» 11. «Duke Of Earl» 12. «Get A Job» (Reprice) | Гітарист Генрі Гросс був наймолодшим музикантом, який виступав на фестивалі. Весь сет-ліст складався з кавер версій, а саме: два виступи «Get a Job» гурту The Silhouettes; «Come Go With Me» гурту The Del-Vikings; «Silhouettes» гурту The Rays; «Teen Angel» Марка Діннінга; «Jailhouse Rock» Елвіса Преслі; «Blue Moon» Річарда Роджерса та Лоренца Харта; «Wipe Out» гурту The Surfaris; «Book of Love» гурту The Monotones; «Little Darlin'» гурту The Gladiolas; «At The Hop» гурту Danny & the Juniors; «Duke of Earl» Джина Чандлера.                     |
| Джимі Хендрікс               | 9:00 – 11:00            | 1. «Introduction» 2. «Message to Love» 3.«Getting My Heart Back Together Again > Hear My Train a-Comin'» 4. «Spanish Castle Magic» 5. «Red House» 6. «Mastermind» 7. «Lover Man» 8. «Foxy Lady» 9. «Beginning > Jam Back at the House 10. «Izabella» 11. «Gypsy Woman» 12. «Fire» 13. «Voodoo Child (Slight Return)» 14. «Stepping Stone» 15. «Star Spangled Banner» 16. «Purple Haze» 17. «Woodstock Improvisation» 18. «Villanova Junction» 19. «Hey Joe» | Виконано перед натовпом в останній день близько 200 000 людей. Окрім групи, грав лише Джимі Хендрікс. Виступ був запланований як останній, у неділю ввечері. Виконав кавер версію «Aware Of Love» гурту The Impressions та Гімн Сполучених Штатів Америки — «The Star-Spangled Banner». |

#### Відхилені або пропущені запрошення
- The Beatles у той час записували Abbey Road і були на межі розпаду.  Промоутер Майкл Ленг, розуміючи, що Бітлз — не варіант, запросив Джона Леннона і Plastic Ono Band.  Через позицію Леннона щодо В’єтнаму та викриття наркотиків в Англії в 1968 році Річард Ніксон і уряд США, як повідомляється, не хотіли, щоб він був.  Apple Corps надіслала листа промоутерам із пропозицією Plastic Ono Band, але лист не надійшов, оскільки промоутери втратили місцезнаходження у Воллкілл.[42]
- The Jeff Beck Group розпалася ще до Вудстоку.  «Я навмисно розігнав групу перед Вудстоком», — сказав Бек.  «Я не хотів, щоб це збереглося».  Піаніст Бека — Нікі Хопкінс виступав із Jefferson Airplane.[43]
- Blues Image. Згідно з інтерв’ю з Джо Лала у 2011 році,  погодився виступити на фестивалі у Вудстоку.  Їхній менеджер не хотів, щоб вони йшли.  Замість цього група влаштувала концерт у Бінгемтон.[44]
- The Byrds були запрошені, але вирішили не брати участі, вважаючи, що Woodstock нічим не відрізнятиметься від інших музичних фестивалів того літа.  Також були побоювання щодо грошей.  Басист Джон Йорк пізніше сказав: «Ми поняття не мали, що це буде. Ми вигоріли й втомилися від фестивальної сцени».[45]
- Chicago спочатку був підписаний для виступу на Вудстоку, але вони мали контракт із концертним промоутером Біллом Гремом, який дозволив йому перенести їхні концерти на Fillmore West.  Він переніс деякі їхні дати на 17 серпня, таким чином змусивши їх відмовитися від концерту.  Грем зробив це, щоб переконатися, що Santana займе своє місце на фестивалі, оскільки він також керував ними.[46]
- The Doors. За словами гітариста Роббі Крігера, вони відмовилися від цього, оскільки вважали, що це буде «другокласне повторення Monterey Pop Festival», і пізніше пошкодували про це рішення.[47] Інші джерела стверджують, що соліст Джим Моррісон «ненавидів грати на великих концертах з відкритим небом і боявся, що його можуть вбити». Крігер та Джон Денсмор відвідали Вудсток, «хоча вони не виступали».[11] Пізніше The Doors виступили на 1970 Isle of Wight Festival.
- Боб Ділан жив у місті Вудсток, але ніколи не вів серйозних переговорів про появу.  Натомість у середині липня він підписав контракт на участь у 1969 Isle of Wight Festival 31 серпня. Він мав намір поїхати до Англії на «RMS Queen Elizabeth 2» 15 серпня, коли розпочався фестиваль у Вудстоку, але його син був поранений дверима кабіни, і сім’я висадилася.  Наступного тижня Ділан і його дружина Сара полетіли до Англії.  The Band супроводжував його під час виступу на острові Вайт.[48]
- Free попросили виступити, але вони відмовилися,[49] хоча тижнем пізніше вони виступали на фестивалі 1969 Isle of Wight Festival.
- The Guess Who були запрошені виступити, але вони відмовилися.[50]
- Iron Butterfly була заброньована на виступ і вказана на афіші Вудстока для недільного виступу, але не могла виступити, оскільки вони застрягли в аеропорту Ла-Гуардія.[51]
- It's a Beautiful Day мав усну домовленість з Майклом Ленгом про виступ на фестивалі.  Скрипаль і лідер гурту Девід Лафлем сказав, що їхній менеджер Білл Грем хотів, щоб Сантана замість нього зіграв на фестивалі.  Ленг і Грем погодилися кинути монету, щоб вирішити, яка група гратиме, Грем переміг, а замість нього виступив Сантана.[52]
- Tommy James & the Shondells стверджували, що відхилили запрошення.  Джеймс сказав: «Ми могли б просто покінчити з собою. Ми були на Гаваях, і мій секретар подзвонив і сказав: «Так, послухай, у північній частині штату Нью-Йорк є один свинар, який хоче, щоб ти пограв на його полі».  Так мені поставили концерт, ми пройшли, а через пару днів зрозуміли, що пропустили».[53]
- Jethro Tull також відмовився.  За словами Яна Андерсона, він знав, що це буде велика подія, але він не хотів йти, тому що не любив хіпі та мав інші проблеми, включно з недоречною наготою, пияцтвом і вживанням наркотиків.[54]
- Led Zeppelin попросили виступити.  Їхній менеджер Пітер Грант заявив: «Я сказав «ні», тому що на Вудстоку ми були б просто ще одним гуртом на рахунку».[55]
- Lighthouse відмовився виступати на Вудстоку.[56]
- Arthur Lee and Love відхилили запрошення, частково через негаразди в гурті.[49]
- Mind Garage відмовився, тому що вони вважали, що фестиваль буде незначною подією, і вони мали більш високооплачуваний концерт в іншому місці.[49]
- Роберта Джоан Андерсон. Спочатку був запланований виступ але його скасували за наполяганням її менеджера, щоб не пропустити заплановану появу на «Шоу Діка Каветта».  Пізніше вона написала пісню «Woodstock», натхненну тим, що побачила по телебаченню.[57]
- Езра Мохаук мала виступати на фестивалі, але її водій дорогою неправильно повернув.  «Ми прийшли вчасно, щоб побачити останній куплет останньої пісні останнього акту першого вечора, а потім сцена померкла, перш ніж ми підійшли до неї зі стоянки», — згадувала вона у відеоінтерв’ю 2009 року.[58]
- The Moody Blues були включені до оригінального плакату як виконавці, але вони відмовилися від участі після того, як їх забронювали в Парижі на тих же вихідних.[49]
- Poco отримали можливість виступити на фестивалі, але їхній менеджер відмовився від концерту в шкільному спортзалі Лос-Анджелеса.[59]
- Procol Harum були запрошені, але відмовилися, оскільки Вудсток впав наприкінці тривалого туру, а також збігся з датою народження дитини гітариста Робіна Троуера.[60]
- The Rascals запросили зіграти, але вони відмовилися, оскільки вони були в середині запису нового альбому.[61]
- Raven відхилив запрошення грати, оскільки вони грали на одному з Woodstock Sound-Outs роком раніше, і це не пройшло добре.[62]
- Роя Роджерса попросили закрити фестиваль піснею «Happy Trails», але він відмовився.[63]
- The Rolling Stones були запрошені, але відмовилися, оскільки Мік Джаггер був в Австралії на зйомках «Нед Келлі», і Кіт Річардс  —  Аніта Палленберг цивільна дружина, яка щойно народила їхнього сина Марлона.[64]
- Simon & Garfunkel відхилили запрошення, оскільки вони працювали над своїм новим альбомом.[65]
- Spirit також відхилили запрошення грати, оскільки вони вже мали заплановані концерти та хотіли зіграти їх натомість, не знаючи, наскільки великим буде Вудсток.[66]
- Strawberry Alarm Clock відхилили запрошення, оскільки вони не думали, що Вудсток буде «настільки важливою справою».[67]
- Zager and Evans запросили зіграти на Вудстоку та виступити на «American Bandstand», але Ріка Еванс постраждав від п’яного водія у ДТП.[68]
- Френк Заппа тоді був із The Mothers of Invention;  він сказав: «Багато бруду на Вудстоку... Нас запросили там грати, але ми відмовилися».[49]
- Також, за словами Майкла Ленга, Apple Records хотіла надіслати деякі зі своїх композицій на Вудсток.  «Apple надіслала мені листа, в якому повідомлялося, що вони збираються надіслати художню інсталяцію від Plastic Ono Band, а також запропонувала Джеймса Тейлора і Біллі Престона», — продовжив Ленг для журналу Billboard.  «Усі три були б чудовими, але лист надійшов приблизно в той час, коли ми втрачали ділянку у  Воллкіллі, й ми були трохи відволікані, тому їх так і не завершили».[42]

### Продажі квитків
За обставинами концерт був «безкоштовним» бо не було можливості організаторам встановити паркани та квиткові кабінки до дня відкриття. Квитки на триденний захід коштували 18 доларів США і 24 долари на вході (еквіваленто на сьогоднішній день 150—200 доларів США). Продаж квитків був обмежений магазинами звукозапису в районі Нью-Йорка або поштою через поштову скриньку відділення Radio City Station, що розташовується в центрі Манхетенна. Було продано близько 186 000 квитків.

### Організаційні труднощі

#### Освітлення
Значну частину  плану Монка довелося скасувати, оскільки промоутерам не дозволили використовувати початкове місце у Воллкіллі. Дах сцени, який був побудований за короткий час, не зміг витримати орендоване освітлення, яке залишилося невикористаним під сценою. Єдине світло на сцені було від прожекторів.

#### Початок фестивалю
Наплив відвідувачів на місце проведення фестивалю у Бетель створило величезну пробку. Місто Бетель не дотримувався своїх правил, побоюючись хаосу, коли натовп плив до місця. Зрештою радіо- та телевізійні описи заторів відбили людей від поїздки на фестиваль.

#### Погода
До проблем і труднощів у боротьбі з великим скупченням людей додали недавні дощі, які спричинили брудні дороги та поля. Приміщення не були обладнані для надання санітарних умов або надання першої медичної допомоги такій кількості відвідувачів. Сотні тисяч опинилися в боротьбі з поганою погодою, нестачею їжі та поганою санітарією.
Вранці в неділю, 17 серпня, губернатор Нью-Йорка Нельсон Рокфеллер зателефонував організатору Джону Робертсу і сказав йому, що він думає відправити 10 тисяч військовослужбовців Національної гвардії на фестиваль, але Робертс переконав його це не робити. Округ Салліван оголосив про надзвичайний стан.  Під час фестивалю співробітники сусідньої авіабази Стюарт допомагали забезпечувати порядок і доставляли артистів до місця концерту та з нього.
Останнім на фестивалі виступив Джимі Хендрікс, який вийшов на сцену о 8:30 ранку понеділка через затримки через дощ. До того моменту аудиторія впала приблизно до 30 000 з орієнтовного піку в 450 000. Багато з них пішли під час виступу Хендрікса, чекаючи, щоб просто побачити його.

#### Летальні випадки
Фестиваль пройшов напрочуд мирно, враховуючи кількість людей і умови, що брали участь, хоча було зареєстровано три летальні випадки: два випадки передозування наркотиками та ще один спричинений наїздом трактора на 17-річного  хлопця, який спав на сусідньому сіножаті. За три дні було зареєстровано 742 передозування наркотиками.

#### Народження дітей
Стверджувалося, що у відвідувачів Вудстоку народжувалися діти: один народився в автомобілі, який потрапив у затор, а інший — у лікарні після перевезення гелікоптером. Проведене дослідження не змогло підтвердити жодних заяв про народження, за винятком того, що потенційний учасник так і не прибув. Було кілька викиднів (від 4 до 8).

### Висвітлення ЗМІ
Дуже мало репортерів з-за меж безпосереднього району події було на місці події. Протягом перших днів фестивалю національні ЗМІ наголошували на проблемах. Заголовки на першій сторінці газети Daily News свідчать про те,що на Хіппіфесті напружений рух і «Хіпі загрузили в морі бруду».The New York Times опублікувала редакційну статтю під назвою «Кошмар у Кеткіллс», у якій частково говорилося: «Мрії про марихуану та рок-музику, які привернули 300 000 шанувальників і хіпі до Кетскіллз, мали трохи більше розуму, ніж імпульси, які спонукають лемінгів до маршу. До смерті в морі. Вони закінчилися кошмаром бруду та застою... Що це за культура, яка може створити такий колосальний безлад?». До кінця фестивалю частково висвітлення стало більш детальним, тому що батьки відвідувачів концерту зателефонували до ЗМІ та повідомили їм, базуючись на телефонних дзвінках їхніх дітей, що їхні звіти  вводять в оману.
The New York Times висвітлювала прелюдію до фестивалю та переїзд із Воллкілла до Бетелю. Бернард Кольєр, який повідомляв про подію, стверджує, що чергові редактори газети тиснули на нього, щоб написати оманливу негативну статтю про подію. За словами Кольєра, це призвело до гострих дискусій і його погрози відмовитися від написання статті, доки виконавчий редактор газети Джеймс Рестон не погодиться дозволити йому написати статтю так, як він вважає за потрібне. Кінцева стаття стосувалася проблем заторів і незначних порушень закону, але продовжувала наголошувати на співпраці, щедрості та доброму характері відвідувачів фестивалю. Коли фестиваль закінчився, Кольєр написав іншу статтю про втечу фанатів із місця фестивалю та відсутність насильства на заході. Головний лікар заходу та кілька місцевих мешканців хвалили відвідувачів фестивалю.
Times Herald-Record єдина місцева газета, опублікувала свою редакцію проти закону, який забороняв фестиваль у Воллкіллі. Під час фестивалю вийшло лімітоване суботнє видання. У газети була єдина телефонна лінія, вона використовувала мотоцикліста, щоб доставляти історії та фотографії від непрохідного натовпу до офісу газети, розташованого за 35 миль [56 км] у Міддлтауні.

## Woodstock '79
Відбувся 24 і 25 серпня 1979 року в Felt Ferum у Медісон-сквер-гарден, Нью-Йорк, США у рік 10-ї річниці оригінального фестивалю Woodstock. Ціна квитків була 37,50 доларів США
Наплив людей був невеликий в порівнянні 10 років  тому.
Слово «Woodstock» не фігурувало в рекламі заходу, його було названо «Celebration: Ten Years Later».
Серед Артистів були:
| Артисти                                   | Сет-ліст | Примітки |
| ----------------------------------------- | --- | --- |
| Mushroom                                  | 1. «Lose Control» 2. «Juicy Mama» 3. «Jukebox Juillia» 4. «Blue Eyes» 5. «In Time» 6. «Subway Rythms» | |
| Ерік Андерсен                             | 1. «Time Run Like a Freight Train» 2. «Can't Get You Out of My Life» 3. «Rock 'n' Roll Woman» 4. «It Must Be Love» 5. «How It Goes» | |
| Тадж Махал (спільно з Баєм і Дембо Конте) | 1. «Take This Hammer» 2. «Freight Train» 3. «Going Up to the Country, Paint My Mailbox Blue» 4. «Ain't Gwine to Whistle Dixie (Any Mo')» 5. «Jeorge Ben» [24 серпня] 1. «Take This Hammer» 2. «Personnel Change» 3. «Freight Train» 4. «Going Up to the Country, Paint My Mailbox Blue» 5. «Ain't Gwine to Whistle Dixie (Any Mo') 6. «Jorge Ben» [25 серпня] | 24—25 серпня було виконана: 1. традиційна пісня; кавер-версія 2. «Freight Train» Елізабет Коттен                                                                                  |
| Country Joe and the Fish                  | 1. «Sexist Pig» 2. «Flying High» 3.«Sir Walter Garston's Poem Reading» 4. «The LSD Song» 5. «Itsy Bitsy Spider» 6. «Monologue: Robert Ford Phone Call» 7. «Jesse James» 8. «Mojo Navigator» 9. «Save the Whales!» | |
| Canned Heat                               | 1. «On the Road Again» 2. «Stand Up (for What You are)» 3. «Amphetamine Annie» 4. «Going Up the Country» 5. «She Split» 6. «Woodstock Boogie» [24 серпня] 1. «On the Road Again» 2. «Chicken Shack Boogie» 3. «Human Condition» 4. «Going Up the Country» 5. «Woodstock Boggie» [25 серпня]                                                                   | кавер «Chicken Shack Boogie» Еймоса Мілберна |
| Кенні Ранкін                              | 1. «Mr. Tambourine Man» 2. «Berimbau» 3. «Lyin' Eyes» 4. «Haven't We Met» 5. «What Matters Most» 6. «After the Roses» 7. «You Are the Sunshine in My Life» 8. «You Are So Beautiful» 9. «Blackbird» 10. «Woman, Woman» 11. «In ths Name of Love» | 1. Кавер на Боба Ділана; 2. на Бадена Павелли; 3.на гурт Eagles; 4. на Кармен Макрей; 5. на мелодію Девіда Грусіна 7. на Стіві Вандера; 8. Біллі Престона; 9. на гурт The Beatles |
| Річі Хевенс                               | 1. «Nobody Left to Crown» 2. «Going Back to My Roots» 3. «Dreaming As One» 4. «Freedom» | |

#### Організаційні труднощі
Ухваливши закони про обмеження проведення рок-фестивалів, кілька округів штату Нью-Йорк заблокували спробу Джона Х. Морріса-молодшого, музичного промоутера, організувати триденний концерт на 10-ту річницю Вудстока.
Морріс зустрів сильну опозицію щодо свого ювілейного фестивалю в таких містах:
- Округ Сенека.  Після перегляду гірок зі сміттєвими купами руху, викликаного рок-фестивалю 1973 року  в сусідньому Воткінс-Глені. Наглядова рада прийняла закон про масові збори, як і округ Делавер.
Лодай.
- Округ Делавер. Через одинадцять днів після візиту Морріса, округ Делавер прийняв закон про масові зібрання, який вимагає дозволу від округу на зібрання понад 10 000 людей, а також суворих вимог щодо охорони здоров'я, страхування та дорожнього руху. 
Сідней;  
Мередіт. Жителі зустрічали Морріса плакатами з написом «Морріс іди додому», також був проведений референдум щодо фестивалю за відмову від концерту проголосували 8 проти 1.   
Волтон.
- Тайога. У 1976 році законодавча влада вжила заходи, які фактично скасували такі фестивалі, вимагаючи від промоутера внести заставу в розмірі 10 000 доларів США за кожного власника квитка на будь-яке зібрання понад 10 000 людей.
Ричфорд.

| Ліві лапки | Люди завжди називали це великою соціологічною подією 60-х років, але ми не просунулися настільки, щоб провести велику соціологічну подію в 70-х ... Я чесно не знаю, що станеться на даний момент. У нас є максимум пару тижнів, щоб спробувати зібрати цю справу разом. Ми можемо спробувати це знову наступного року. Законодавчі збори округу сказали, що вони знають, що це неконституційно та завдає шкоди рок-музиці в цілому ... але хто має час на судову справу? Це настільки відверте обмеження права на зібрання та свободу слова, що це жарт. — Морріс про фестиваль Woodstock '79 | Праві лапки |

### Woodstock '79 Reunion
Відбувся 8 вересня цього ж року о 8 ранку і закінчилося опівночі на іподромі Suffolk Meadows (Parr Meadows), що знаходиться у місцевості Япанк (Нью-Йорк) біля Брукгевена. Він зібрав приблизно від 18 000 до 40 000 осіб і був організований Роном Парром й промоутером Річардом Надером до 10-ї річниці. Ціна квитків була від 15 до 25 доларів США.  Це була одна з кількох подій возз'єднання Вудстоку того року.

### Артисти
Серед артистів були:
| Артисти                     | Сет-ліст | Примітки |  |
| --------------------------- | --- | --- |  |
| Рік Данко та Пол Баттерфілд | 1. «I Love You Too Much» 2. «Stage Fright» 3. «Crazy Mama» 4. «Semolina» 5. «The Unfaithful Servant» 6. «Good Feeling» 7. «Brainwash» 8. «Sail On, Sailor» 9. «Born in Chicago» 10. «Java Blues» (cпільно з Джоном Себастьяном), 11. «Mystery Train» (cпільно з Джоном Себастьяном)                                                                         | 1 й 6. кавер гурту The Paul Butterfield Blues Band; 3. на Джей Джей Кейла; 4. на Блонді Чапліна; 8. на гурт The Beach Boys; 9. на гурт The Nick Gravenites John Cipolina Band; 11. на гурт Little Junior's Blue Flames |  |
| Майкл Шрів                  | 1. «Part 1» 2. «Part 2» 3. «Part 3» 4. «Part 4» 5. «Percussion Jam» | |  |
| Йорма Кауконен              | 1. «Too Long Out/Too Long In» 2. «Wanna Rock n' Roll» 3. «Valley of Tears» 4. «Milk Cow Blues» 5. «Happy Go Lucky Space Rats on Parade» 6. «Straight Ahead» 7. «Volunteers» (спільно з Стівеном Стіллзом та Леслі Уєстом) 8. «Call It Stormy Monday but Tuesday Is Just as Bad» (спільно з Стівеном Стіллзом та Леслі Уєстом) 9. «Roll Oven Beethoven»      | 4. кавер на Кокомо Арнольда 8. на Ті-Боун Вокера; 9. на Чака Беррі |  |
| Джонні Доусон Вінтер III    | 1. «Hide Away» 2. «Messing With the Kid» 3. «Johnny B. Goode» 4. «Come On in My Kitchen» 5. «Roll and Tumble Blues» 6. «Help Me» 7. «Stranger's Blues» 8. «Jumpin' Jack Flash» 9. «Bony Moronie» | 1. кавер на Фредді Кінга; 2. на Мел Лондона; 3. на Чака Беррі; 4. на Роберта Джонсона; 5. на Хембоун Віллі Ньюберн 6. на Сонні Вільямса; 7. на Сіпі Уоллес; 8. на гурт The Rolling Stones; 9. на Ларрі Вільямса        |  |
| Джон Себастьян              | 1. «Mobile Line» 2. «Welcome Back», 3. «Nashville Cats» 4. «Link in the Chain» 5. «Freezin' from the Inside Out» 6. «Looking for Something More» 7. «Younger Generation» 8. «She's a Lady» 9. «Don't You Run With Him» 10. «Red Eye Express» 11. «Daydream» 12. «Woodstock Toot» 13. «Darlin' Be Home Soon»                                                 | |  |
| Кантрі Джо Макдональд       | 1. «Bring Back the Sixties Man» 2. «Entertainment Is My Business» 3. «Janis» 4. «Kiss My Ass» 5. «Tricky Dicky» 6. «Rock and Roll Again» 7. «Oh, Jamaica» 8. «Acid Commercial» 9. «The Return of Martha Lorraine» 10. «No So Sweet Martha Lorraine» 11. «Holy Roller» 12. «Colors for Susan» 13. «Save the Whales!» 14. «I-Feel-Like-I'm-Fixin'-to-Die Rag» | |  |
| Canned Heat                 | 1. «On the Road Again» 2. «Bullfog Blues» 3. «Chicken Shack Boogie» 4. «Stand Up (for What You Are)» 5. «Going Up the Country» 6. «Don't Know Where She Went (She Split)» 7. «Human Condition» 8. «Shake'n Boogie» | 2. кавер на Вільяма Харріса; 3. на Еймоса Мілберна |  |
| Стівен Стіллз               | 1. «Precious Love» 2. «Go Back Home» 3. «Fine Love» 4. «For What It's Worth» 5. «Make Love to You» 6. «Part Time Love» 7. «Cherokee» 8. «I'm Your Hoochie Coochie Man» 9. «Rocky Mountain Way» 10. «Woodstock» 11. «Treetop Flyer» | 6. кавер на Джоні Маррета 8. на Віллі Діксона; 9. на Джо Волша; 10. на Роберту Джоан Андерсон |  |

#### Організаційні труднощі
Концерт слугує заміною заходу, який деякі з тих самих промоутерів сподівалися провести минулого місяця на місці оригінального фестивалю або поблизу нього, але були змушені відмовитися через відсутність місця.
Цей концерт зіткнувся з організаційними труднощами, подібними до оригінального Вудстоку, але в набагато меншому масштабі. У п'ятницю, 7-го числа серпня, за день до шоу, вишикувавшись на своїх автомобілях уздовж Вільям-Флойд-Паркуей та кількох миль LIE. Тієї ночі, коли температура впала, натовп запалив багаття з деревини, і до ранку біля воріт зібрався галасливий натовп під спостереженням невеликих сил Patron Security і SCPD. Побоюючись заворушень, промоутери відкрилися о 6 ранку, а потім швидко припинили контролювати рух на вході чи виїзді, обмежувати приплив їжі, напоїв, інгаляцій.
| Ліві лапки | Хмара диму була настільки густою, —згадує Парр, — що доводилося розмахувати руками, щоб пройти | Праві лапки |

#### Летальні випадки
На відміну від оригінального Вудстоку, де було передозування наркотиків й інцидент з трактором, серйозних медичних випадків не було.

#### Запис концерту
Концерт був записаний, а згодом транслювався на радіостанції King Biscuit Flower Hour. Більшість ранніх архівів King Biscuit було знищено під час пожежі 1982 року.

## Woodstock '89
Відбувся в 15-17 серпня 1989 року на місці оригінального фестивалю Woodstock '69 як святкування 20-річчя події. Він зібрав приблизно від 30 000 — 150 000 осіб
Під час концерту в ніч з 16 на 17 серпня сталося повне місячне затемнення. В цей час Джек Харді виконав пісню під назвою «Call Down the Moon» гурту Man.
Фестиваль також називають «The Forgotten Woodstock»

### Підготовка
Річ Пелл — вчитель, фолк-гітарист, організатор; отримав дозвіл від Чарльза та Джун Геліш, які володіли майном. За допомогою Вілла Хоппі, Пелл організував усі аспекти концерту від замовлення вантажівок з водою до визначення того, хто виступить на сцені. Річ також вів фестиваль як ведучий.
Подію рекламували лише усно, і спочатку здавалося,що не буде ні сцени, ні освітлення, а виконавців буде небагато, поки волонтери не почали привозити їх. Їжу та напої не продавали, учасники приносили власні запаси та торгували один з одним. На вихідних сцена та звукова система розрослися, щоб вмістити велику кількість глядачів. 

### Паркування автомобілів
Попри те, що власники землі брали по 5 доларів США за паркування, практично не було жодної комерційності.
Оскільки учасникам дозволялося паркувати транспортні засоби біля своїх наметів по всьому майданчику, за винятку головної зони виступу, велика частина поля, яке було так щільно вкрито людьми в 1969 році, знову була заповнена, але цього разу автомобілями.

### Артисти
Весь захід був спонтанним. Виступати запрошували будь-кого, незалежно від рівня кваліфікації.
Серед артистів були: Мелані Сафка, гурт Savoy Brown, Джимі Хендрікс та його батько Аль Хендрікс. Також серед місцевих артистів були: гурт Ice Nine, Вілл Хоппі, Річ Пелл, гурт The Psychedelic Kitchen, Target, Білл Мітчелл і Джек Харді.

## Woodstock '94
Відбувся 12—14 серпня 1994 року в честь 25-річчя проведення першого фестивалю. Його рекламували як «2 More Days of Peace and Music». Woodstock '94 також називали Mudstock (або Mudstock '94), через дощову погоду, яка призвела до грязьових ям.

### Планування
Спочатку концерт був запланований на вихідні 13—14 серпня, а третій день [п'ятниця 12 серпня] було додано пізніше.
Подія відбулася на ферми Вінстона, що на захід від Соджертіс приблизно за 100 миль [160 км] на північ від Нью-Йорка та за 70 миль [110 км] на північний схід від початкового місця проведення фестивалю 1969 року біля Бетеля, де до речі було 12 000 осіб які також святкували ювілей.

### Артисти
На фестивалі було три сцени, серед артистів окремо виділяється Тодд Рандґрен який протягом усього фестивалю мав декілька виступів, серед інших артистів були:
| Артисти                    | Сет-ліст | Примітки                                                             |
| -------------------------- | --- | -------------------------------------------------------------------- |
| Roguish Armament with Rekk | |                                                                      |
| Master of None             | |                                                                      |
| 3                          | |                                                                      |
| Futu Futu                  | |                                                                      |
| Abba Rage                  | |                                                                      |
| Lunchmeat                  | |                                                                      |
| The Paul Luke Band         | |                                                                      |
| Peacebomb                  | |                                                                      |
| The Goats                  | |                                                                      |
| Huffamoose                 | |                                                                      |
| Orleans                    | 1. «Dance With Me» 2. «Still the One» |                                                                      |
| Blues Traveler             | 1. «Crash Burn» 2. «Support Your Local Emperor» 3. «But Anyway» 4. «Low Rider» 5. «Go Outside & Drive» 6. «The Star-Spangled Banner» 7. «Optimistic Thought»                                         | 4. кавер пісні гурту War. Також гурт виконав гімн США [6 композиція] |
| Jackyl                     | 1. «Mental Masturbation» 2. «Headed for Destruction» 3. «I Stand Alone» 4. «Push Comes to Shove» 5. «Down on Me» 6. «Dirty Little Mind» 7. «Redneck Punk» 8. «The Lumberjack» 9. «She Loves My Cock» |                                                                      |
| Del Amitri                 | 1. «Just Like a Man» 2. «Crashing Down» |                                                                      |
| Live                       | 1. «Iris» 2. «Top» 3. «The Beauty of Gray» 4. «Selling the Drama» 5. «Shit Towne» 6. «Lightning Crashes» 7. «I Alone» 8. «Operation Spirit (The Tyranny of Tradition)» 9. «White, Discussion»        |                                                                      |
| James                      | 1. «Johnny Yen» 2. «Sometimes (Lester Piggot)» 3. «Laid» 4. «Sit Down» 5. «Honest Joe» |                                                                      |
| King's X                   | 1. «Dogman» 2.«Black Flag» 3. «It's Love» 4. «Manic Depression» 5. «Over My Head» 6. «Moanjam» | 4. кавер пісні гурту The Jimi Hendrix Experience                     |
| Шерил Кроу                 | 1. «Can't Cry Anymore» 2. «All I Wanna Do» 3. «Love Is a Good Thing» 4. «Run, Baby, Run» 5. «Leaving Las Vegas» 6. «The Na-Na Song / I've Got a Feeling» 7. «I Shall Believe»                        |                                                                      |
| Collective Soul            | 1. «Simple» 2. «Gel» 3. «Untitled» 4. «Breathe» 5. «Goodnight Good Guy» 6. «Heaven's Already Here» 7. «Shine» 8. «Love Lifted Me» 9. «Hymn No. 24»                                                   |                                                                      |
| Candlebox                  | 1. «Arrow» 2. «Cover Me» 3. «Change» 4. «Don't You» 5. «No Sense» 6. «Bothered» 7. «You» 8. «Far Behind» 9. «Voodoo Child (Slight Return)                                                            | 9. кавер пісні гурту The Jimi Hendrix Experience                     |
| Violet Femmes              | 1. «Dance Motherfucker Dance» 2. «Kiss Off» 3. «Blister in the Sun» 4. «I Held Her in My Arms» | 1. кавер пісні гурту Voot Warnings                                   |

| Артисти           | Сет-ліст                                                     | Примітки                                                                                                 |
| ----------------- | ------------------------------------------------------------ | --- |
| Aphex Twin        | 1. Untitled («Elephant Song»)                                | Виступ припинився після того, як продюсери дізналися, що він підписав свій контракт під фальшимим іменем |
| Deee-Lite         |                                                              | |
| DJ Spooky         |                                                              | |
| Doc Martin        |                                                              | |
| Френкі Боунс      |                                                              | |
| Кевін Сондерсон   |                                                              | |
| Little Louie Vega |                                                              | |
| The Orb           | 1. «Outlands» 2. «Valley» 3. «Towers of Dub»                 | |
| Orbital           |                                                              | |
| Soul Singer       |                                                              | |
| DJ Scotto         |                                                              | |
| Тодд Рандґрен     | 1. «Chant» 2. «Proactivity» 3. «No World Order» 4. «Day Job» | |

| Артисти                      | Сет-ліст | Примітки |
| ---------------------------- | --- | --- |
| Джо Кокер                    | 1. «Feelin' Alfight?» 2. «Hitchcock Railway» 3. «You Can Leave Your Hat On» 4. «When the Night Comes» 5. «The Simple Things» 6. «Summer in the City» 7. «Up Where We Belong» 8. «Shelter Me» 9. «Unchain My Heart» 10. «The Letter» 11. «With a Little Help From My Friends» 12. «Cry Me a River» 13. «Yoy Are So Beautiful» 14. «High Time We Went» | 1. кавер версія пісні гурту Traffic; 3. Ренді Ньюмана; 6. гурту The Lovin' Spoonful; 9. Рея Чарльза; 10. гурту The Box Tops; 11. гурту The Beatles; 12. Джулі Лондон; 13. Біллі Престона |
| Blind Melon                  | 1. «Intro» 2. «2×4» 3. «Tones of Home» 4. «Soup» 5. «Wilt» 6. «No Rain» 7. «Time» 8. «I Wonder» 9. «Working Class Hero» 10. «St. Andrew's Fall» 11. «Paper Scratcher» 12. «Change» 13. «Deserted» 14. «Soak the Sin» | 9. кавер версія пісні Джона Леннона. Пісня «Change» була виконана разом з Денні Клінчем                                                                                                  |
| Cypress Hill                 | 1. «What Go Around Come Around, Kid» 2. «Insane in the Brain» 3. «Cock the Hammer» 4. «How I Could Just Kill a Man» 5. «Stoned Is the Way of the Walk» 6. «Pigs» 7. «Lick a Shot» 8. «Hand on the Pump» 9. «I Wanna Get High» 10. «When the Shit Goes Down» 11. «Hits From the Bong» 12. «I Ain't Goin' Out Like That» | |
| Rollins Band                 | 1. «Step Back» 2. «Wrong Man» 3. «Right Here Too Much» 4. «Alien Blueprint» 5. «Civilized» 6. «Fool» 7. «Disconnect» 8. «Shine» 9. «Liar» | |
| Мелісса Етерідж              | 1. «Come to My Window» 2. «If I Wanted To» 3. «Silent Legacy» 4. «Bring Me Some Water» 5. «Like the Way I Do» 6. «Try (Just a Little Bit Harder)» 7. «Cry Baby» 8. «Move Over» 9. «Piece of My Heart» 10. «I'm the Only One» | Виконала кавер версії: 6, 8. Дженіс Джоплін; 7. гурту Garnet Mimms; 9. Ерми Франклін |
| Crosby, Stills, Nash & Young | 1. «Love the One You're With» 2. «Military Madness» 3. «Helplessly Hoping» 4. «Déjà Vu» 5. «Only Waiting for You» 6. «Marrakesh Express» 7. «It Won't Go Away» 8. «Unequal Love» 9. «In My Life» 10. «Long Time Gone» 11. «Street to Learn On» 12. «For What It's Worth» 13. «Pre-Load Downs» 14. «Southern Cross» 15. «Wooden Ships» 16. «Carry On» 17. «Woodstock» | Гурт виконав кавер версії пісень: 9. гурту The Beatles; 12. гурту Buffalo Springfield; 17. Роберти Джоан Андерсон                                                                        |
| Nine Inch Nails              | 1. «Pinion» 2. «Terrible Lie» 3. «Sin» 4. «March of the Pigs» 5. «Something I Can Never Have» 6. «Closer» 7. «Reptile» 8. «Wish» 9. «Suck» 10. «Burn» 11. «The Only Time» 12. «Down in It» 13. «Dead Souls» 14. «Help Me I Am in Hell» 15. «Happiness in Slavery» 16. «Head Like a Hole» | 9. кавер версія гурту Pigface; 12. гурту Joy Division |
| Metallica                    | 1. «The Ecstasy of Gold» 2. «Breadfan» 3. «Master of Puppets» 4. «Whenever I May Roam» 5. «Harvester of Sorrow» 6. «Fade to Black» 7. «For Whom the Bell Tolls» 8. «Seek & Destroy» 9. «Guitar Solo» 10. «Nothing Else Matters» 11. «Creeping Death» 12. «Whiplash» 13. «Sad but True» 14. «One» 15. «Enter Sandman» 16. «So What» | Гурт виконав кавер версії пісень: 1. Енніо Морріконе; 2. гурту Budgie; 16. гурту Anti-Nowhere League                                                                                     |
| Aerosmith                    | 1. «Eat the Rich» 2. «Toys in the Attic» 3. «Fever» 4. «Draw the Line» 5. «Rag Doll» 6. «Cryin'» 7. «Crazy» 8. «Monkey on My Back» 9. «Mama Kin» 10. «Boogie Man» 11. «Shut Up and Dance» 12. «Stop Messin' Around» 13. «Walk On Down» 14. «Janie's Got a Gun» 15. «Love in an Elevator» 16. «Dude (Looks Like a Lady)» 17. «Sweet Emotion» 18. «Dazed and Confused» 19. «Peter Gunn» 20. «Come Together» 21. «Dream On» 22. «Livin' on the Edge» 23. «Mother Popcorn» 24. «Walk This Way» | Гурт виконав кавер версії пісень: 1. гурту Fleetwood Mac; 18. Джейка Холмса; 19. Генрі Манчіні; 20. гурту The Beatles; 23. Джеймса Брауна                                                |

| Артисти                                                                                            | Сет-ліст | Примітки |
| -------------------------------------------------------------------------------------------------- | --- | --- |
| Ненад Бах                                                                                          | | |
| The Cranberries                                                                                    | 1. «Sunday» 2. «Pretty» 3. «Wanted» 4. «Linger» 5. «Zombie» 6. «Dreams» 7. «(They Long to Be) Close to You | 7. кавер версія пісні Берта Бакарака |
| Дзуккеро                                                                                           | | |
| Юссу Н'Дур                                                                                         | 1. «New America» 2. «Undecided (Japoulo)» 3. «Maybe Tonight» | |
| The Band (спільно з Hot Tuna, Брюсом Хорнсбі, Роджером МакКуином, Робом Вессерманом, Бобом Вейрем) | 1. «Caldonia» 2. «Remedy» 3. «Blind Willie McTell» 4. «It Makes No Difference» 5. «Atlantic City» 6. «Rag Mama Rag» 7. «Coledonia Mission» 8. «Crazy Mama» 9. «Baby Don't You Do It» 10. «My Back Pages» 11. «Knockin' on Heaven's Door» [Роджер МакКуин] 1. Embryonic Journey [Hot Tuna] 1. Willie and the Hand Jive» 2. «The Shape I'm In» 3. «The Genetic Method» 4. «Chest Fever» [Брюс Хорнсбі] 1. «Hang Up My Rock & Roll Shoes» 2. «Take Me to the River» 3. «I Shall Be Released» [Боб Вейр]. 1.«Java Blues» 2. «The Weight» 3. «Mystery Train» 4. «Stuff You Gotta Watch» 5. «Stage Fright» 6. «Ophelia» 7. «Life Is a Carnival» [The Band] | [Роджер МакКуин]: виконав кавер версії пісень гурту 1. Woody Herman and His Orchestra; 3, 10, 11. Боба Ділана; 5. Брюса Спрінгстіна; 8. Джона Кейла; 9. Марвіна Ґея. [Hot Tuna]: гурт виконав кавер версію пісні гурту Jefferson Airplane. [Брюс Хорнсбі]: 1. виконав кавер версію гурту The Johnny Otis Show. [Роб Вессерман]: виконав кавер версії пісень: 1. Чака Уілліса разом з Робом Вессерманом та Брюсом Хорнсбі; 2. Ела Гріна разом з Робом Вессерманом; 3. Боба Ділана разом з Робом Вессерманом. [The Band]: гурт виконав кавер версії пісень: 3. Little Junior's Blue Flames разом з Йормою Кауконеном й також з Джеком Кессіді; 4. Мадді Вотерса. Також гурт разом з Йормою Кауконеном, Джеком Кессіді та Брюсом Хорнсбі виконали пісню «The Weight» |
| Primus(спільно з Джеррі Кантреллом)                                                                | 1. «Clown Dream» 2. «To Defy the Laws of Tradition» 3. «Here Come the Bastards» 4. «Those Damned Blue-Collar Tweekles» 5. «Bob» 6. «My Name Is Mud» 7. «Jerry Was a Race Car Driver» 8. «Seas of Cheese» 9. «The Air Is Getting Slippery» 10. «Nature Boy» 11. «Harold of the Rocks» 12. «Master of Puppets» (Intro) | Разом з Джеррі Кантреллом виконали передостанню композицію. Також було виконано інструментальна кавер версія пісні гурту Metallica – «Master of Puppets». Під час виступу пісні «My Name Is Mud» відбувся інцидент – коли Лес Клейпул почав вступний риф він зробив помилку через що люди почали поливати брудом сцену, попри це гурт продовжив грати. |
| Salt-N-Pepa                                                                                        | 1. «Push It» 2. «Tramp» 3. «No One Does It Better» 4. «Independent» 5. «Whatta Man» 6. «Groove Me» 7. «Let's Talk About Sex» 8. «Expression» 9. «Shoop» | |
| Vinx                                                                                               | | |

| Артисти       | Сет-ліст | Примітки |
| ------------- | --- | -------- |
| Тодд Рандґрен | 1. «Fever Broke» 2. «Proactivity» 3. «Fascist Christ» 4. «International Feel» 5. «Secret Society» 6. «No World Order» 7. «Don't You Ever Learn?» 8. «Black and White» 9. «Fever Broke» 10. «Day Job» 11. «Worldwide Epiphany» 12. «Feel Too Good» 13. «Bang the Drum All Day» 14. «Cliché» 15. «One World» 16. «International Feel» 17. «Day Job» 18. «Worldwide Epiphany» 19. «Time Stood Still» 20. «Chant» 21. «Secret Society» 22. «Day Job» 23.«Fever Broke» |          |

| Артисти                                                                                                   | Сет-ліст | Примітки |
| --- | --- | --- |
| The Sisters of Glory (спільно з Тельма Х'юстон, Сесилієй Пеністон, Фібі Сноу, Мевіс Стейплз, Лоїс Волден) | 1. «Ahen the Saints Go Marching In» 2. «Walk Around Heaven All Day» 3. «Move On Up A Little Higher» 4. «How I Got Over» 5. «Will The Circle Be Unbroken» 6. «No Change» 7. «He's Got the Whole World in His Hands» 8. «Amazing Grace» 9. «Precious Lord» 10. «Precious Memories» 11. «Glory, Glory Halleluja» 12. «Surely God Is Able» 13. «I'll Take You There» 14. «Oh Happy Day» | Гурт виконав спіричуели: «When the Saints Go Marching In», «He's Got the Whole World in His Hands»; християнський гімн Чудова ласка та госпел — «Precious Memories» |
| Arrested Development                                                                                      | 1. «Shell» 2. «Ease My Mind» 3. «Mr. Wendal» 4. «Fishin' 4 Religion» 5. «In the Sunshine» 6. «Tennessee» 7. «People Everyday» 8. «United Front» | |
| The Allman Brothers Band                                                                                  | 1. «Statesboro Blues» 2. «Blue Sky» 3. «The Same Thing» 4. «Soulshine» 5. «Midnight Rider» 6. «Jessica» 7. «No One to Run With» 8. «Back Where It All Begins» 9. «One Way Out» 10. «Whipping Post» | Гурт виконав кавер версії пісень: 1. Блайнда Віллі Мактелла; 3. Віллі Діксона разом з Дуейном Беттсом [наступна пісня також була з ним]; 9. Алека Форда Міллера     |
| Traffic                                                                                                   | 1. «Pearly Queen» 2. «Medicated Goo» 3. «Rock and Roll Stew» 4. «Mozambique» 5. «The Low Spark of High Heeled Boys» 6. «Glad» 7. «Freedom Rider» 8. «Empty Pages» 9. «Light Up or Leave Me Alone» 10. «Dear Mr. Fantasy» 11. «Gimme Some Lovin'» | Гурт виконав кавер версію пісні «Gimme Some Lovin'» гурту The Spencer Davie Group                                                                                   |
| Spin Doctors                                                                                              | 1. «Jimmy Olsen's Blues» 2. «You Let Your Heart Go Too Fast» 3. «Big Fat Funky Booty» 4. «Cleopatra's Cat» 5. «What Time Is It?» 6. «Off My Line» 7. «How Could You Want Him (When You Know You Could Have Me?) 8. «Refrigerator Car» 9. «Mary Jane» 10. «Little Miss Can't Be Wrong» 11. «Beasts in the Woods» 12. «Indifference» 13. «Two Princes» 14. «Woodstock»                | Гурт виконав кавер версію пісні «Woodstock» Роберти Джоан Андерсон                                                                                                  |
| Porno for Pyros                                                                                           | 1. «Hey Baby (New Rising Sun)» 2. «Sadness» 3. «Meija» 4. «Bad Shit» 5. «Porpoise Head» 6. «Packin'.25» 7. «Tahitian Moon» 8. «Cursed Female» 9. «Pets» 10. «Dominator» 11. «Blood Rag» 12. «Good God's://Urge!» 13. «Porno for Pyros» | Гурт виконав кавер версію пісні «Hey Baby (New Rising Sun)» Джимі Гендрікса                                                                                         |
| Боб Ділан                                                                                                 | 1. «Jokerman» 2. «Just Like a Woman» 3. «All Along the Watchtower» 4. «It Takes a Lot to Laugh, It Takes a Train to Cry» 5. «Don't Think Twice, It's All Right» 6. «Masters of War» 7. «It's All Over Now, Baby Blue» 8. «God Knows» 9. «I Shall Be Released» 10. «Highway 61 Revisited» 11. «Rainy Day Women #12 & 35» 12. «It Ain't Me, Babe»                                     | |
| Red Hot Chili Peppers                                                                                     | 1. «Grand Pappy Du Plenty» 2. «Give It Away» 3. «Suck My Kiss» 4. «Warped» 5. «Stone Cold Bush» 6. «If You Have to Ask» 7. «Organic Anti-Beat Box Band» 8. «Aeroplane» 9. «Blood Sugar Sex Magik» 10. «Pea» 11. «My Lovely Man» 12. «Higher Ground» 13. «Under the Bridge» 14. «Me & My Friends» 15. «The Power of Equality»                                                        | Гурт виконав кавер версію пісні «Higher Ground» Стіві Вандера |
| Пітер Ґебріел                                                                                             | 1. «Come Talk to Me» 2. «Quiet Steam» 3. «Steam» 4. «Shakin' the Tree» 5. «San Jacinto» 6. «Red Rain» 7. «Solsbury Hill» 8. «Digging in the Dirt» 9. «Sledgehammer» 10. «Secret World» 11. «In Your Eyes» 12. «Biko» | Виконав кавер версію пісні «Shakin' the Tree» разом з оригінальним автором цієї пісні. Також з ним було виконано пісню «In Your Eyes»                               |

| Артисти                                                                | Сет-ліст | Примітки |
| ---------------------------------------------------------------------- | --- | --- |
| Джон Себастьян з J-Band                                                | 1. «Harmonica Solo» 2. «Mornin' Blues» 3. «Mobile Line (Gonna Carry Me Away from the Bull Frog Blues)» 4. «I Want My Roots» 5. «Daydream» | |
| Кантрі Джо Макдональд                                                  | 1. «Save the Whales!» 2. «The "Fuck" Cheer» 3. «I-Feel-Like-I'm-Fixin'-to-Die Rag» | |
| Ґіл Скотт-Герон                                                        | 1. «There's a War Going On» 2. «Is That Jazz?» 3. «The Bottle» | |
| WOMAD                                                                  | | |
| Xalam 2                                                                | | |
| Джефрі Оріема                                                          | | |
| Хасан Хакмон                                                           | | |
| Green Day                                                              | 1. «Welcome to Paradise» 2. «One of My Lies» 3. «Chump» 4. «Longview» 5. «Basket Case» 6. «When I Come Around» 7. «Burnout» 8. «F.O.D.» 9. «Paper Lanterns» | Під час виступу пісні «Paper Lanterns» відбулася бійка між Біллі Джо Армстронгом з натовпом |
| Пол Роджерс (спільно з Slash, Нил Шоном, Анді Фразером, Джейсон Бонем) | 1. «Rock 'n' Roll Fantasy» 2. «Can't Get Enough» 3. «Feel Like Makin' Love» 4. «Wishing Well» 5. «Fire and Water» 6. «Little Bit of Love» 7. «Muddy Water Blues» 8. «Rollin' Stone» 9. «Standin' Round Crying» 10. «I Don't Live Today» 11. «The Hunter» 12. «Bad Company» 13. «All Right Now» | Виконав кавер версії пісень: 8 й 9 Мадді Вотерса; 10. гурту The Jimi Hendrix Experience разом з гуртом Slash; 11. Альберта Кінга разом з гуртом Slash. Також з останнім гуртом виконали пісню «Bad Company» |
| The Neville Brothers                                                   | 1. «Hey Pocky A-Way» 2. «Yellow Moon» 3. «Voodoo» 4. «Fever» 5. «Don't Take Away My Heaven» 6. «Wildflower Song» 7. «Brother John» 8. «Sands of Time» 9. «Ayiti» 10. «Come Together» 11. «Let My People Go» 12. «Get Up, Stand Up» 13. «Amazing Grace» 14. «One Love» | Виконав кавер версії пісень: 1. гурту The Meters; 4. Вілліама Едварда Джона; 10. гурту The Beatles; 12 й 14. Bob Marley & The Wailers. Також гурт виконав християнський гімн Чудова ласка                   |
| Santana (спільно з Еріком Гейлзом)                                     | 1. «Soul Sacrifice» 2. «A Love Supreme» 3. «Peace on Earth... Mother Earth... Third Stone From the Sun» 4. «Luz, amor y vida» 5. «Angels All Around Us» 6. «Spirits Dancing in the Flesh» 7. «Somewhere in Heaven» 8. «Savor» 9. «Make Somebody Happy / Get It in Your Soul» 10. «Wings of Grace» 11. «Black Magic Woman / Gypsy Queen» 12. «Oye cómo va» 13. «Toussaint L'Ouverture» 14. «Balacao con pan» 15. «Europa (Earth's Cry, Heaven's Smile)» 16. «Jin-go-lo-ba»         | Виконано кавер версію: 2. Джона Колтрейна; 12. Тіто Пуенте; 16. Бабатунде Олатунджі |
| Джимі Кліфф (спільно з Рітою Марлі, Eek-A-Mouse, Шаба Ранкс)           | 1. «You Can Get It If You Really Want» 2. «Treat the Youths Right» 3. «You are My Rub-A-Dub / Bend Down Low / Reggae Down Babylon» 4. «We Are All One» 5. «Many Rivers to Cross» 6. «Save Our Planet Earth» 7. «All for Love» 8. «Samba Reggae» 9. «Ashe Music (Higher & Higher)» 10. «Wonderful World, Beautiful People» 11. «The Harder They Come» 12. «Love Me Love Me» 13. «Stir It Up» 14. «One More» 15. «Vietnam» 16. «I Can See Clearly Now» 17. «Higher and Deeper Love» | Виконав кавер версії: 13. гурту Bob Marley & Tge Wailers; 16. Джонні Неша |

| Артисти       | Сет-ліст | Примітки |
| ------------- | --- | -------- |
| Тодд Рандґрен | 1. «Proactivity» 2. «Worldwide Epiphany» 3. «Black and White» 4. «Word Made Fresh» 5. «Pulse» 6. «No World Order» |          |

#### Відхилені або пропущені запрошення
- Guns N' Roses запросили з'явитися на фестивалі, але група перебувала в центрі внутрішньої боротьби, яка призвела до того, що гітарист Slash зрештою покинув гурт. Останній виступав разом із Полом Роджерсом.[105]
- Джонні Кеша також запросили виступити в останній день фестивалю, але він відмовився, дізнавшись що він не буде виступати на головній сцені.[106]
- Alice in Chains була в афіші фестивалю. Однак гурт не був на фестивалі через проблеми з наркотиками вокаліста Лейна Стейлі.[107]
- Nirvana у той час група вийшла з фестивалю Lollapalooza через стан здоров'я співака Курта Кобейна.[108] До того часу, коли фестиваль мав відбутися, смерть Курта Кобейна та роспуск Nirvana унеможливлювала появу гурту на фестивалі.

### Продажі квитків
Ціна квитків була 135 доларів США. Хоча було продано лише 164 000 квитків, натовп на фестиваль 1994 року оцінювався від 350 000 — до 550 000.

### Організаційні труднощі

#### Погода
У п'ятницю погода була спекотною та сухою, але рано вдень суботи почалися шторми. Дощі перетворили більшу частину поля на бруд.

#### Логістика
Натовп був більшим, ніж планували організатори концерту, і до другої ночі багато правил проведення заходу були неможливими з логістики.

#### Безпека
Основні проблеми стосувалися безпеки, коли відвідувачі прибували, залишали або поверталися на місце, а також офіційної політики щодо продавців їжі та напоїв на концерті, яка спочатку обмежувала відвідувачів із запасами їжі, напоїв і, перш за все, алкоголю. З огляду на те, що місце проведення концерту здебільшого огороджено простими ланцюговими огорожами, багатьом відвідувачам навряд чи було труднощів вільно зайти туди з пивом та іншими забороненими предметами. Співробітники служби безпеки разом із персоналом входу та виходу не могли продовжувати обґрунтований моніторинг зростаючої кількості людей, які входили та виходили, водночас зберігаючи безпеку, та мирну атмосферу.

#### Летальні випадки
Підтверджено три смерті на фестивалі. 45-річний чоловік помер у суботу від ускладнень діабету. У неділю 20-річний хлопець помер від розриву селезінки. Також 4 000— 5 000 отримали допомогу в медичних наметах, 2 000 людей пройшли лікування в лікарняному відділенні побудованому для фестивалю, а 800 були доставлені в лікарні.

### Запис концерту
Фестиваль був знятий за допомогою ранньої аналогової системи HD 1125-line Hi-Vision у форматі 16:9. Відео буде використано для запланованого документального фільму. Відео у форматі HD було змішано у прямому етері в стандартну чіткість 4:3 NTSC для кабельного телебачення.
Фестиваль транслювався в прямому етері на MTV через плату за перегляд у США та в Канаді. У Великої Британії аудіо з події транслювалася на BBC Radio 1.
Вудсток 1994 року заробив понад 9 мільйонів доларів на продажах у форматі pay-per-view для 220 000 домогосподарств.

## Woodstock '99
Відбувся в честь 30-річчя проведення першого фестивалю, він проходив з 22 по 25 липня 1999 року в Роумі, штат Нью-Йорк, США. Після Вудстока '94 це був другий масштабний фестиваль, який намагався відтворити атмосферу першого фестивалю Вудсток. Як і попередні фестивалі, він відбувся в північній частині штату Нью-Йорк; місцем проведення стала колишня авіабаза Гріффіс у Роумі, приблизно за 100 миль (160 км) на північний захід від місця проведення Вудстока 1969 року в Бетел. Фестиваль відвідало близько 220 000 людей за чотири дні.

### Підготовка
Майкл Ленг, один із організаторів оригінального фестивалю Вудсток і Вудстока '94, погодився співпрацювати з промоутером концертів із Нью-Джерсі Джоном Шером для організації фестивалю на честь тридцятої річниці. Ленг і Шер почали планувати фестиваль восени 1998 року. Шер швидко розпочав переговори з кількома популярними артистами того часу, щоб привернути увагу ЗМІ та громадськості.
Мер міста - Джозеф Ґріффо отримав пропозицію Ленга щодо фестивалю й схвалив її, прагнучи відродити регіон та залучити фінансування. Після затвердження місця проведення він провів пресконференцію разом із Гілларі Клінтон, щоб оголосити про фестиваль.
Організатори планували провести європейський етап фестивалю у Вінер-Нойштадті, Австрія, за вихідні до фестивалю в Роумі. Однак цей захід було скасовано, оскільки Ленг заявив, що для організації безпечної події потрібно більше часу, ніж було в їхньому розпорядженні.

#### Місце проведення

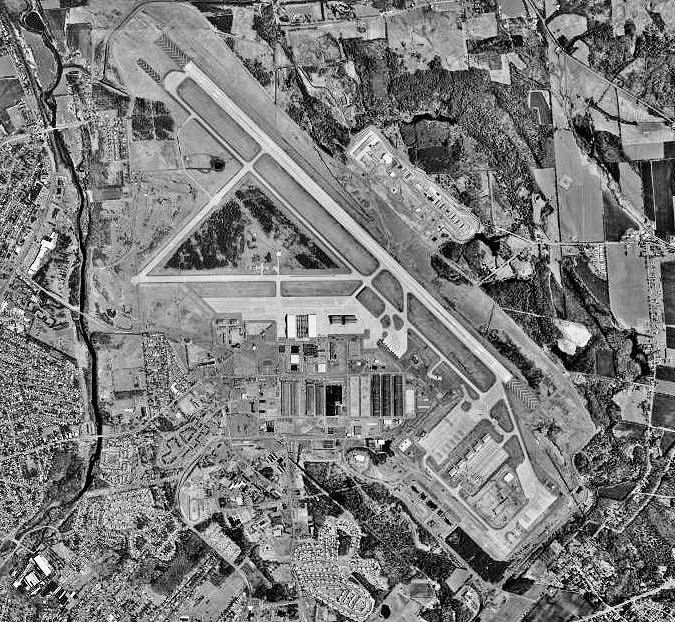
Аерофотозйомка авіабази Гріффіс у 1997 році.

Фестиваль проходив на східній стороні міста Роума  на території колишньої авіабази Гріффіс (Griffiss Air Force Base). ВПС США вивели базу B-52 з експлуатації та закрили її у вересні 1995 року, а територія була перетворена на бізнес-парк Griffiss Business and Technology Park. На момент фестивалю база здебільшого залишалася в занедбаному стані.
Організатори фестивалю були рішуче налаштовані уникнути безкоштовного проникнення, яке траплялося на попередніх фестивалях. Ленг і Шер охарактеризували територію як "легко захищувану", встановивши 12-футову (3,7 м) стіну з фанери та сталі для запобігання проникненню. Пізніше Ленг назвав її "стіною миру", оскільки організатори запросили волонтерів розмальовувати панелі стіни. Крім стіни, планувалося залучити приблизно 500 офіцерів поліції штату Нью-Йорк для забезпечення безпеки.
Окрім двох головних сцен, об'єкти фестивалю включали декілька альтернативних сцен, ангар для нічних рейвів, спортивний парк та кінематографічний фестиваль (спонсорований Independent Film Channel), що проходив у колишньому авіаційному ангарі.

#### Фінанси та просування
Фестиваль 1999 року був задуманий і проведений як комерційний захід із залученням десятків корпоративних спонсорів і включав торговельні центри, а також сучасні зручності, такі як банкомати та станції електронної пошти. Шер намагався уникнути великих збитків, які зазнав фестиваль Woodstock '94, і планував зробити захід 1999 року прибутковим; це призвело до численних заходів економії, таких як широке субпідрядне забезпечення послуг.
Попередні квитки коштували 150 доларів США плюс сервісні збори, що на той час вважалося дорогим для фестивалю такого типу. Квитки, куплені на місці, коштували 180 доларів США.
На фестиваль прибуло близько 400,000 осіб. За даними, оприлюдненими після фестивалю, було продано 186,983 квитки, що дало "валовий дохід у 28 864 748 доларів США. Проте, продажі квитків рекламувалися як обмежені до 250,000 — максимальної місткості майданчика.
Припускають, що загальний дохід від продажу квитків склав 60 мільйонів доларів США, але ця цифра, ймовірно, базується на помилковому припущенні, що всі 400,000 осіб придбали квитки. Продажі квитків могли бути недооцінені, щоб уникнути додаткових виплат місту Роум і округу Онеїда:
| Ліві лапки | Можливо, розбіжність пов'язана з угодою між організаторами фестивалю Woodstock 1999 і Griffiss Local Development Corporation (GLDC). MTV повідомляє, що GLDC, місто Роум і округ Онеїда мали отримати 1 мільйон доларів США за проведення фестивалю та додаткові 250 000 доларів США, якщо продажі квитків перевищать 200 000. Будь-який продаж понад 200 000 мав принести додаткові 5 доларів США [за квиток] усім сторонам. Хоча на фестивалі було присутньо понад 186 983 осіб, на папері було зареєстровано лише стільки проданих квитків. Згідно з цим показником, організатори не були зобов'язані виплачувати додаткові кошти, обіцяні GLDC. | Праві лапки |

Організатори заявили, що первинні витрати на виробництво фестивалю становили 38 мільйонів доларів США, без урахування збитків, штрафів або витрат на надзвичайні ситуації. Спочатку фестиваль планували з бюджетом 30 мільйонів доларів США.
Сам місто Роум став привабливим місцем для відвідувачів, які відвідували його бари, ресторани та магазини, а також зупинялися в його готелях на час концерту. Конвенція та бюро відвідувачів округу Онеїда оцінили, що відвідувачі фестивалю витратили до 40 мільйонів доларів США у Роумі протягом вихідних..
За словами Шера, організатори розуміли, що значного прибутку на самому фестивалі отримати не вдасться. Однак вони робили ставку на післяфестивальні продажі та маркетинг. Судячи з його коментаря, вони вважали захід успішним з точки зору перспектив на майбутнє, незважаючи на безпосередні фінансові труднощі:
| Ліві лапки | "Ми знали, що навряд чи отримаємо значний прибуток на місці," — сказав Шер. — "Все залежить від маркетингу після шоу. Ми віримо, що у нас є чудова подія, на якій можна будувати майбутнє." | Праві лапки |

### Артисти
Багато відомих артистів, як-от Red Hot Chili Peppers, Metallica, DMX, Limp Bizkit, Korn, Alanis Morissette, Bush, Kid Rock і Creed, були популярними або зростаючими зірками того часу. Хоча жоден із гуртів, які виступали на першому фестивалі Вудсток, не вийшов на сцену Вудстока 1999, це зробили двоє учасників: Джон Ентвістл із The Who виконав сольний сет, а Міккі Харт (барабанщик Grateful Dead) виступив із гуртом Planet Drum. Джефф Бек мав виступати, але скасував виступ через "конфлікт у розкладі". Він також мав виступити на оригінальному Вудстоці, але його гурт Jeff Beck Group розпався за тиждень до фестивалю. Гітарист The Doors Роббі Крігер став несподіваним учасником виступу Creed, виконавши разом із ними пісню "Roadhouse Blues". Лише п’ять артистів (Collective Soul, Live, Metallica, Sheryl Crow та Red Hot Chili Peppers) також виступали на Вудстоці '94. Джонатан Девіс із Korn згадував, що компанія Firm, Inc. орендувала Boeing 737 для його гурту, Limp Bizkit та Ice Cube, щоб доставити їх із Південної Каліфорнії до Сірак'юс.
Протягом чотирьох днів фестивалю різні гурти та виконавці виступали на одній із трьох сцен: «Західна сцена», «Східна сцена» та «Сцена перспективних артистів».
| Артисти                               | Сет-ліст | Примітки                                                                        |
| ------------------------------------- | --- | ------------------------------------------------------------------------------- |
| Frostbit Blue                         | 1. Sweet Mary Jane 2. Bad Girl |                                                                                 |
| K.J. James                            | |                                                                                 |
| Little Big Jam                        | |                                                                                 |
| Gridley Paige                         | |                                                                                 |
| Djoliba                               | |                                                                                 |
| Red Herring                           | |                                                                                 |
| Rattlebasket                          | |                                                                                 |
| In Bloom                              | |                                                                                 |
| Flipp                                 | 1. Clone Me 2. I Don't Care 3. Hairdo 4. My Generation 5. Half a Brain 6. Times of My Life 7. Back in Black | 4. кавер пісні гурту The Who; 7. AC/DC                                          |
| 3rd Bass                              | 1. DJ Rap Madley 2. Steppin' to the A.M. 3. Wordz of Wizdom 4. Brooklyn-Queens 5. Audience Member Raps 6. Freestyle 7. Product of the Environment 8. The Gas Face 9. Pop Goes the Weasel 10. Outro                                                                       |                                                                                 |
| Vertical Horizon                      | 1.Finding Me 2.You're a God 3. Everything You Want 4. Wash Away 5. Best I Ever Had (Grey Sky Morning) 6. Shackled 7. Send It Up 8. Heart in Hand 9. We Are |                                                                                 |
| Strangefolk                           | 1. Stout Hearted 2. Pawn 3. Westerly 4. Chasing Away 5. Great Long While 6. Reuben's Place |                                                                                 |
| G. Love & Special Sauce               | 1. Rock & Roll (Shouts Out Back to the Rappers) 2. This Ain't Living 3. Garbage Man 4. Small Fish 5. Baby's Got Sauce 6. Shooting Hoops 7. Season of the Witch 8. Recipe 9. Cold Beverage                                                                                | 7. кавер пісня композитора Донована Філіпса Літча                               |
| The String Cheese Incident            | 1. Walk This Way 2. Come as You Are 3. Lonesome Fiddle Blues 4. Missin' Me 5. Joyful Sound 6. Restless Wind 7. Texas | 1. кавер пісні гурту: 1. Aerosmith                                              |
| Bernie Worrell and the Woo Warriors   | 1. Red Hot Mama 2. Supergroovalisticprosifunkstication 3. Comin' Around The Mountain 4. Time Was (Events In The Elsewhere) |                                                                                 |
| George Clinton & the P-Funk All-Stars | 1. Up For The Down Stroke Incomplete 2. Something Stank And I Want Some 3. Booty 4. Maggot Brain 5. Somebody Say Yeah 6. Yank My Doodle, It's A Dandy 7. Mothership Connection (Star Child) 8. We Want The Funk 9. Atomic Dog 10. Radio Friendly DJ Spin Me For The Funk | Кавер пісні гурту: 1,7,8. Parliament; 4.Funkadelic; 6,9. Parliament-Funkadelic; |

| Артисти                      | Сет-ліст | Примітки |
| ---------------------------- | -------- | -------- |
| Immoral Fibres               |          |          |
| Simmi                        |          |          |
| Chris Glenn                  |          |          |
| Gary Durdin & the Clay Pinps |          |          |
| Johnny Rushmore              |          |          |

| Артисти                 | Сет-ліст | Примітки |
| ----------------------- | --- | --- |
| Джеймс Браун            | 1. Soul Generals Entoduction 2. Soul Generals' Rap 3. Can't Turn Your Loose 4. Mersedes Bens/Tomi Blues 5. Try (Just a Little Bit Harder) 6. Bitter Sweets Introduction 7. James Brown Introduction/Get Up Offa That Thing 8. Cold Sweat 9. Doing It To Death 10. Living In America 11. Mother Popcorn 12. Get On The Good Foot 13. Song Break/Insturmental 14. It's a Man's Man's Man's World 15. I Got You (I Fell Good) 16. Song Break/Funk Oh Ah Roll 17. Jimi Hendrix Medley 18. Please, Please, Please 19. Get Up (I Feel Like Being a) Sex Machine | Кавер пісні гурту/композитора: 4. Дженіс Джоплін; 5.Чіп Тейлор; 12. Gladys Knight & the Pips; 17. Джимі Гендрікс |
| G. Love & Special Sauce | 1. Rock & Roll (Shouts Out Back to the Rappers) 2. This Ain't Living 3. Garbage Man 4. Small Fish 5. Baby's Got Sauce 6. Shooting Hoops 7. Stepping Stones 8. Blues Music 9. Season of the Witch 10. Recipe 11. Cold Beverage | 9. кавер пісня композитора Донована Філіпса Літча |
| Jamiroquai              | 1. High Times 2. Alright 3. Space Cowboy 4. Soul Education 5. Cosmic Girl 6.Virtual Insanity 7. Planet Home 8. Travelling Without Moving 9. Miss You 10. Black Capricorn Day 11. Canned Heat 12. Deeper Underground | кавер пісня гуру: 9. The Rolling Stones |
| Live                    | 1. Where Fishes Go 2. Operation Spirit (The Tyranny of Tradition) 3. All Over You 4. Selling the Drama 5. Pain Lies on the Riverside 6. The Dolphin's Cry 7. Turn My Head 8. Shit Towne 9. Lakini's Juice 10. I Alone 11. Lightning Crashes | |
| Шерил Кроу              | 1.A Change Would Do You Good 2.My Favorite Mistake 3.Anything but Down 4.Everyday Is a Winding Road 5.Am I Getting Through, Parts I & II 6.If It Makes You Happy 7.The Difficult Kind 8. Sweet Child o' Mine 9. All I Wanna Do 10. There Goes the Neighborhood | Скандування образливого характеру повторилося під час виступу Шеріл Кроу, яка відреагувала, висловивши незгоду з поведінкою публіки. Кроу повідомила, що один із глядачів кинув у неї екскременти під час виконання "My Favorite Mistake". Вона згодом розкритикувала виступ і фестиваль через поведінку публіки та зізналася, що розглядала можливість завершити свій сет раніше через огиду. У 2019 році вона назвала цей виступ «найгіршим концертом у своєму житті». Кавер версія гурту: 8. Guns N' Roses |
| DMX                     | 1. Intro 2. For My Dogs 3. My Niggas 4. It’s On 5. Fuckin' Wit' D 6. Stop Being Greedy 7. It's All Good 8. No Love 4 Me 9. Damien 10. Some X Shit 11. Keep Your Shit the Hardest 12. How's It Goin' Down 13. Get at Me Dog 14. Ruff Ryders' Anthem 15. Slippin' 16. Prayer 17. Ready to Meet Him | Перед оголошенням виступу DMX на Східній сцені коли публіка висловлювала образливі вигуки на адресу акторки Розі Перес під час її появи на сцені разом зі Стівеном Болдвіном для оголошення виступу DMX. Пізніше DMX виконав пісню "My Niggas", заохотивши натовп скандувати разом із ним; ЗМІ згодом відреагували на це з обуренням, оскільки переважно біла аудиторія вигукувала слово «nigga» разом із ним. |
| The Offspring           | 1. All I Want 2. The Kids Aren't Alright 3. Walla Walla 4. Gone Away 5. Have You Ever 6. I Choose 7. Bad Habit 8. Backstreet Boys Interlude 9. Cool to Hate 10. Gotta Get Away 11. Pretty Fly (for a White Guy) 12. Interlude 13. Come Out and Play 14. Staring at the Sun 15. Why Don't You Get a Job? 16. Self Esteem | Під час виступу The Offspring фанат кинув пляшку пива у вокаліста Декстера Голланда під час виконання "Have You Ever", але той продовжив співати, не зважаючи на це. Під кінець виступу, перед виконанням "Self Esteem", Голланд засудив сексуальні домагання в натовпі, зазначивши: «Те, що дівчина хоче поплавати на руках у натовпі, не дає хлопцям права до неї чіплятися, зрозуміли?». Потім він закликав жертв сексуального насильства в натовпі протистояти нападникам. Посеред їхнього сету The Offspring поставили п’ять манекенів із обличчями учасників Backstreet Boys перед барабанною установкою. Голланд почав бити манекени пластиковою бейсбольною битою, і натовп приєднався, кидаючи в них пляшки з водою. Деякі коментатори вважають цей випадок частиною агресивної рок-культури та мачизму, що виявлялися серед чоловіків як на сцені, так і серед публіки, тоді як інші відзначали лицемірство MTV, яке підтримувало важкий рок на фестивалі, водночас популяризуючи бойз-бенди, такі як Backstreet Boys, у своїх етерах. Під час виступу Offspring із піснею "Pretty Fly (For a White Guy)" ізраїльський актор Гай Коен, який з'явився в кліпі на цю пісню, приєднався до гурту на сцені для виконання. 8. кавер версія на Backstreet Boys |
| Korn                    | 1. Blind 2. Twist 3. Chi 4. Got the Life 5. Good God 6. A.D.I.D.A.S. 7. Porno Creep 8. Shoots and Ladders 9. Beg for Me 10. Freak on a Leash 11. Falling Away From Me 12. Faget 13. My Gift to You | Виступ Korn у п’ятницю ввечері значно завів натовп. Вокаліст Bush Гевін Россдейл нібито висловлював занепокоєння перед своїм виступом після Korn, побоюючись, що збудженість натовпу може перерости у насильство. Таку ж думку висловив Джонатан Девіс із Korn, який згодом визнав, що розклад виступів його гурту та Bush був невдалим і що він ненавмисно поставив Россдейла у небезпечне становище. Виступ Bush зрештою пройшов без інцидентів і дещо заспокоїв публіку.Джонатан Девіс заявив, що страждав від сильного теплового виснаження після виступу. Йому поставили крапельницю, накрили пакетами з льодом і дали кисень після того, як він покинув сцену. Він описав виконання початкової пісні "Blind" як "свідчення величезної хвилі звуку, що подорожує на кілометри вниз по злітній смузі" у супроводі рухів натовпу. |
| Bush                    | 1. Machinehead 2. Personal Holloway 3. Greedy Fly 4. Warm Machine 5. Everything Zen 6. Insect Kin 7. The Chemicals Between Us 8. 40 Miles From the Sun 9. Glycerine 10. The Disease of the Dancing Cats 11. Fuckin' Up 12. Comedown 13. Swallowed 14. The One I Love 15. Little Things | кавер версія пісні гурту/композитора: 11. Crazy Horse (Ніл Янг); 15. R.E.M. |

| Артисти                               | Сет-ліст | Примітки |
| ------------------------------------- | --- | --- |
| Oleander                              | 1. Lost Cause 2. You'll Find Out 3. Stupid 4. Shrinking The Blob 5. I Walk Alone 6. o.o 7. Boys Don't Cry 8. Why I'm Here 9. Down When I'm Loaded | кавер пісня гурту: 7. The Cure |
| The Umbilical Brothers                | 1. Beatbox | Їхній виступ базувався на фізичній комедії та сюрреалістичних елементах. |
| moe.                                  | 1. Line Check 2. Plane Crash 3. The Ghost of Ralph's Mom 4. Spaz Medicine 5. Nebraska 6. Bring It Back Home 7. New York City 8. Can't Seem to Find 9. Spine of a Dog 10. Buster 11. I Wanna Be Sedated | кавер пісня гурту: 11. Ramones |
| Lit                                   | 1. Four 2. Quicksand 3. Down 4. Miserable 5. No Big Thing 6. Zip-Lock 7. My Own Worst Enemy 8. Bitter 9. A Place In The Sun | |
| Buckcherry                            | 1. Dirty Mind 2. Lawless and Lulu 3. Baby 4. Ridin' 5. Dead Again 6. Check Your Head 7. Lit Up 8. Drink the Water 9. For the Movies 10. Crushed | |
| The Roots                             | 1. Without a Doubt 2. Table of Contents 3. The Next Movement 4. Step Into the Realm 5. Proceed 6. Mellow My Man 7. Ain't Sayin Nothin New 8. Concerto of the Desperado 9. The Ultimate 10. Adrenaline! 11. Don't See Us 12. You Got Me 13. Questlove drum solo 14. Kamal keys solo 15. Hub bass solo 16. Scratch beatboxing solo                        | |
| Insane Clown Posse                    | 1. Assassins 2. Bring It On 3. Chicken Huntin' 4. Hokus Pokus 5. Terrible 6. Boogie Woogie Wu 7. Down With the Clown 8. Fuck the World/Interlude(“Wrong Police Skit”) 9. Southwest Voodoo 10. Play With Me 11. Halls of Illusions 12. Everybody Rize 13. The Stalker 14. I Want My Shit 15. Another Love Song 16. Assassins                             | Протестуючи проти завищених цін на їжу та напої на фестивалі, Insane Clown Posse приклеїли стодоларові банкноти до пляжних м’ячів і запустили їх у натовп під час виступу. Глядачі почали битися за ці гроші. 1, 16. кавер пісня гурту Geto Boys |
| George Clinton & the P-Funk All-Stars | 1. We Want The Funk 2. Give Up The Funk (Tear The Roof Off The Sucker) 3. Wind It Up 4. Flashlight 5. (Not Just) Knee Deep 6. Music From The Earth 7. Somethin' Stank 8. Booty 9. Great Jam! 10. It Ain't Over Till Its Over 11. Humpty Dumpty 12. It Ain't Over Till Its Over 13. We Want Bootsy 14. Mothership Connection (Star Child) 15. Atomic Dog | 2,4,14. кавер пісні гурту Parliament; 5, Funkadelic; 10,12. Ленні Кравіц; 13. Бутсі Коллінз; |

| Артисти                        | Сет-ліст | Примітки |
| ------------------------------ | -------- | -------- |
| F.o.N                          |          |          |
| Linda Rutherford & Celtic Fire |          |          |
| Animal Planet                  |          |          |
| Sugar Daddy                    |          |          |
| Sticky Pistil                  |          |          |
| Біжу Філліпс                   |          |          |
| Майк Ерріко                    |          |          |
| Бен Лі                         |          |          |
| Бет Гарт                       |          |          |
| Liars Inc.                     |          |          |
| Кріс МакДермотт                |          |          |
| Moby                           |          |          |

| Ліві лапки | Вони хочуть, щоб ми попросили вас трохи заспокоїтися. Вони кажуть, що занадто багато людей травмується. Не дозволяйте нікому травмуватися, але я не думаю, що ви маєте заспокоюватися. Заспокоїтися? Це те, що змусила вас зробити Аланіс Моріссет. Якщо хтось падає, підніміть його. | Праві лапки |

| Ліві лапки | Час заглянути глибоко всередину себе, дістати всю цю негативну енергію, всю цю негативну енергію, і випустити її з вашої чортової системи. У вас проблеми з дівчиною? Проблеми з хлопцем? Проблеми з батьками? Проблеми з босом? Проблеми на роботі? У вас є проблеми зі мною? Є проблеми з самим собою? Час випустити всю цю негативну енергію й викинути її, чорт забирай! | Праві лапки |

| Ліві лапки | Ми вже випустили всю негативну енергію, тепер час дістати позитивну енергію для цього місця. Час розслабитися, бо тут немає жодних чортових правил. | Праві лапки |

| Ліві лапки | Я не бачив, щоб хтось постраждав. Ви цього не бачите. Коли дивитеся на море людей, а сцена знаходиться на висоті двадцяти футів, і ви виступаєте, відчуваючи свою музику, як вони очікують, що ми побачимо щось погане? | Праві лапки |

| Ліві лапки | Звинувачувати Фреда — це останнє, що хтось має робити. Контролювати 300 тисяч людей неможливо. Найкраще, що він міг зробити, це провести найкраще шоу, і саме це він зробив. | Праві лапки |

| Артисти                  | Сет-ліст | Примітки |
| ------------------------ | --- | --- |
| Guster                   | 1. Barrel of a Gun 2. I Spy 3. Airport Song 4. What You Wish For 5. Happier 6. Great Escape 7. Demons 8. Fa Fa 9. So Long 10. Bury Me 11. Fight for Your Right | Раян Міллер із гурту Guster згадав виступ перед ворожою публікою, яка була незадоволена їхнім сетом. Учасники гурту вважали, що вони не підходять для складу фестивалю, адже більшість глядачів чекали виступів Limp Bizkit або Ice Cube: \| \| «І серед артистів, яких обрали, і серед аудиторії, яку вони зібрали, панувала агресивна культура, і це зовсім не те, що відповідає стилю Guster… Ми були мелодійним гуртом, а [інші були] Limp Bizkit, Korn, навіть DMX, і я думав: "У що ми вплуталися?"» \| Кавер версія пісні гурту: 11. Beastie Boys |
| Брюс Хорнсбі             | 1. Stander On The Mountain 2. Resting Place 3. King Of The Hill 4. The Way It Is 5. Jacob's Ladder 6. White Wheeled Limousine 7. Rainbow's Cadillac | |
| Everclear                | 1. El Distorto de Melodica 2.Heroin Girl 3. Amphetamine 4. Like a California King 5. You Make Me Feel Like a Whore 6. Strawberry 7. One Hit Wonder 8. Boys Are Back in Town 9. Everything to Everyone 10. I Will Buy You a New Life 11. Santa Monica 12. Father of Mine 13. Local God | |
| Ice Cube                 | 1. Natural Born Killaz 2. Fuck Dying 3. The Nigga Ya Love To Hate 4. Check Yo Self 5. Bow Down 6. It Was a Good Day 7. Fuck Tha Police 8. Straight Outta Compton 9. Pushin’ Weight 10. Wicked | Ice Cube жартома заявив, що скоротить свій сет, але повернувся через 2 хвилини, виконавши фрагменти "Straight Outta Compton" і "Fuck tha Police" своєї колишньої групи N.W.A, що стало першим виконанням цих пісень наживо з моменту його відходу з гурту у 1989 році. |
| Los Lobos                | 1. Angel Dance 2. Don't Worry Baby 3. Dream in Blue 4. Maricela 5. Run Away With You 6. Oh Yeah 7. Revolution 8. Rattlesnake Shake 9. Dear Mr. Fantasy 10. Cumbia raza 11. México americano 12. Los ojos de Pancha 13. This Time 14. Más y más 15. Are You Experienced? 16. Not Fade Away 17. Bertha | Кавер версія пісні гурту/композитора: 8. Fleetwood Mac; 9. Traffic; 15. The Jimi Hendrix Experience; 16. The Crickets; 17. Grateful Dead |
| Мікєй Гарт & Planet Drum | 1. Intro 2. Iko Iko 3. Angola 4. Shango 5. Where Love Goes (Sito) 6. Crystal Lady 7. Fire on the Mountain 8. Tall Grass 9. Down the Road 10. Banto 11. Baba Jingo 11. Baila Mickey Baila 12. Not Fade Away 12. Encore Applause/Indoscrub | Кавер версія пісні гурту/композитора: 1. Sugar Boy & His Cane Cutters; 6. Grateful Dead; 11. The Crickets |
| The Chemical Brothers    | 1. Tomorrow Never Knows 2. Hey Boy Hey Girl 3. Hey Hoy hey Girl/Music: Response(vocals) 4. Music: Response 5. Music: Response/Block Rockin Beats 6. Block Rockin' Beats 7. Block Rockin' Beats/Song to the Siren 8. Song to the Siren/Voodoo People 9. Under the Influence 10. Under the Influence/It Doesn't Matter 11. It Doesn't Matter 12. Out of Control 13. Out of Controll/Elektrobank 14. Got Glint 15. The Sunshine Underground 16. Don't Stop The Rock/Setting Sun 17. Setting Sun/Chemical Beats 18. Flashback 19. The Private Psychedelic Reel | |
| Ліві лапки               | «І серед артистів, яких обрали, і серед аудиторії, яку вони зібрали, панувала агресивна культура, і це зовсім не те, що відповідає стилю Guster… Ми були мелодійним гуртом, а [інші були] Limp Bizkit, Korn, навіть DMX, і я думав: "У що ми вплуталися?"» | Праві лапки |

| Артисти           | Сет-ліст                                                                                               | Примітки |
| ----------------- | --- | -------- |
| Young & Fabulous! | 1. Daddy's Money 2.Young & Fabulous!                                                                   |          |
| Gargantua Soul    | |          |
| 3                 | |          |
| Serial Joe        | |          |
| American Pearl    | |          |
| Full Devil Jacket | 1. Stain 2. Mr. Wiggly 3. Fastblack 4. Now You Know 5. Screaming Jesus 6. Green Iron Fist 7. Love Song |          |
| Old Pike          | |          |
| Strangefolk       | |          |
| DDT               | |          |
| 2 Skinnee J's     | 1. Irresistible Force 2. BBQ                                                                           |          |
| Gigolo Aunts      | |          |
| Fatboy Slim       | 1. Fucking in Heaven 2. The Rockafeller Skank                                                          |          |

| Артисти                    | Сет-ліст | Примітки |
| -------------------------- | --- | --- |
| Віллі Нельсон              | 1. Whiskey River / Stay a Little Longer 2. Good Hearted Woman 3. Funny How Time Slips Away 4. Crazy 5. Night Life 6. Down Yonder 7. Me and Paul 8. Workin' Man Blues 9. I Been to Georgia on a Fast Train 10. Mammas Don't Let Your Babies Grow Up to Be Cowboys 11. Angel Flying Too Close to the Ground 12. On the Road Again 13. You Were Always on My Mind 14. Will the Circle Be Unbroken? / I'll Fly Away / Uncloudy Day 15. Amazing Grace 16. Milk Cow Blues 17. Still Is Still Moving to Me 18. Pancho & Lefty 19. I Never Cared for You 20. Mountain Dew 21. My Bucket's Got a Hole in It | Кавер версія пісні гурту/композитора: 2. Вейлон Дженнінгс; 6. Луїс Вулф Гілберт; 8. Мерл Гаггард; 9.Біллі Джо Шивер; 10. Ед Брюс; 13. Гвен МакКрей; 15. Джон Ньютон; 16. Кокомо Арнольд; 18. Таунс Ван Зандт; 20. Баском Ламар Лунсфорд; 21. Кларенс Вільямс III |
| The Brian Setzer Orchestra | 1. See The USA In Your Chevrolet 2. Hawaii Five-O 3. Hoodoo Voodoo Doll 4. This Cat's on a Hot Tin Roof 5. Guitar Rag 6. Let's Live It Up 7. The Dirty Boogie 8. Switchblade 327 9. Sleep Walk 10. Stray Cat Strut / The Pink Panther Theme 11. Jump, Jive, an' Wail 12. '49 Mercury Blues 13. Rumble in Brighton 14. Rock This Town 15. Malagueña 16. Brand New Cadillac | Кавер версія пісні гурту/композитора: 2. Мортон Стівенз; 5,13,14. Stray Cats; 9. Santo & Johnny; 11. Луї Пріма; 15. Ернесто Лекуона; 16. Вінс Тейлор |
| Everlast                   | 1. Money (Dollar Bill) 2. Ends 3. Trouble Man 4. Jump Around 5. Apache 6. No Doubt 7. Death Comes Callin' 8. What It's Like 9. Hot to Death | Everlast виступив із великою акомпанувальною групою та виконав пісню "Jump Around", яка зробила його відомим у складі House of Pain. Це був його перший концертний виступ із цією піснею за майже чотири роки. Він став останнім виконавцем на Вудстоку, який поєднував рок-музику з хіп-хоповим речитативом. Кавер версія пісні композитора: 3. Марвін Ґей; 5. Джеррі Лордан |
| Елвіс Костелло             | 1. Pads, Paws and Claws 2. Mystery Dance 3. Accidents Will Happen 4. (I Don't Want to Go to) Chelsea 5. New Amsterdam / You've Got to Hide Your Love Away 6. Veronica 7. Everyday I Write the Book 8. I'll Never Fall in Love Again 9. (The Angels Wanna Wear My) Red Shoes 10. Radio Sweetheart / Jackie Wilson Said (I'm in Heaven When You Smile) 11. God's Comic 12. (What's So Funny 'Bout) Peace, Love and Understanding 13. Alison 14. Pump It Up | Кавер версія пісні гурту/композитора: 8. Берт Бакарак; 12. Brinsley Schwarz |
| Джуел                      | 1. Near You Always 2.Deep Water 3. Hands 4. You Were Meant For Me 5. Jupiter 6. Life Uncommon 7. Foolish Games 8. Down So Long 9. Race Car Driver 10. Down 11. Love Me Just Leave Me Alone 12. Who Will Save Your Soul 13. Encore applause and self-proclaimed Woodstock King invades the stage 14. Angel Standing By 15. Chime Bells | Через постійне погіршення умов насильство та неналежна поведінка зростали протягом останнього дня фестивалю. У 2021 році Джоел згадала відчуття тривоги під час її виступу через напруженість та злість аудиторії; вона описала їх як "дуже втомлених і виснажених". Вона, її менеджер і дорожня команда одразу повернулися до свого автобуса і покинули майданчик після її виступу. Фанати почали регулярно кидати пляшки на сцену під час її виступу, а також під час сету гурту Creed. |
| Creed                      | 1. Torn 2. Ode 3. In America 4. Unforgiven 5. Say I 6. Illusion 7. Faceless Man 8. My Own Prison 9. One 10. Roadhouse Blues 11. Riders on the Storm 12. What's This Life For | Кавер версія пісні гурту: 10,11; The Doors. Три останні пісні співав разом з Роббі Крігером. |
| Red Hot Chili Peppers      | 1. Around the World 2. Give It Away 3. Scar Tissue 4. Emit Remmus 5. Soul to Squeeze 6. If You Have to Ask 7. Suck My Kiss 8. Tiny Dancer 9. Right on Time 10. Californication 11. My Lovely Man 12. Easily 13. Under the Bridge 14. Me & My Friends 15. Sir Psycho Sexy 16. Fire | Під час виступу Red Hot Chili Peppers басист Флі вийшов на сцену оголеним. Група активістів на чолі з організацією проти насильства з використанням зброї PAX роздавала свічки тим, хто відвідував їх стенд протягом дня, з наміром запалити їх для вечірнього вшанування жертв масового вбивства в Колорадо під час виконання пісні "Under the Bridge" Red Hot Chili Peppers; ця акція не була узгоджена з місцевими пожежними службами. Натовп почав запалювати свічки під час виступу Red Hot Chili Peppers;, і деякі використовували їх для розпалювання багать. Плитка і сміття, розкидані по території, стали паливом для вогню, який поширився на обидві сцени до кінця виступів Red Hot Chili Peppers; та Megadeth. Після того, як Red Hot Chili Peppers завершили основний сет, аудиторії повідомили про "невелику проблему": загорілася аудіо вежа. Місцева пожежна служба була викликана для гасіння, але відмовилася від цього, побоюючись натовпу. Незабаром після того, як вежа почала горіти, велика група концертних відвідувачів почала лазити по основі її каркасної конструкції, і вежа впала на поле. Мер міста Джо Гріффо закликав Red Hot Chili Peppers повернутися на сцену і заспокоїти натовп під час хаосу. Фронтмен Ентоні Кідіс вигукнув, що він нічого не може зробити, щоб заспокоїти агресивний натовп, поки вогонь продовжував розростатися. Після того, як групу вдалося переконати повернутися на сцену, Кідіс зауважив про вогонь: "Святе боже! Це, наче, Апокаліпсис зараз." Багато медіа звинуватили Red Hot Chili Peppers у сприянні розпалюванню вогнів після виконання кавер-версії пісні Джимі Хендрікса "Fire". Кідіс пізніше написав у своїй автобіографії "Scar Tissue", що сестра Хендрікса попросила їх виконати "Fire" на честь Хендрікса та його виступу на оригінальному Вудстоку. Він додав: \| \| Було очевидно, що ця ситуація вже не мала нічого спільного з Вудстоком. Вона не була символом миру і любові, а символом жадібності і наживи. \| До початку виступів того дня з'явилися чутки про можливе невідкриття виступу після Red Hot Chili Peppers; серед артистів, яких підозрювали в ролі таємного хедлайнера, були Прінс, Rolling Stones, Брюс Спрінгстін, Guns N' Roses і Майкл Джексон. Шер і Ланг продовжували підігрівати атмосферу навколо фіналу фестивалю під час кількох прес-конференцій того ж дня. Після виступу Red Hot Chili Peppers фіналом було оголошено лазерне шоу і кадри з виступу Джимі Хендрікса на оригінальному фестивалі в 1969 році, що викликало обурення серед учасників; аудиторія почала свистіти і нападати на торгові точки великими групами. Кавер версія пісні гурту/композитора: 8. Елтон Джон; 16. The Jimi Hendrix Experience |
| Ліві лапки                 | Було очевидно, що ця ситуація вже не мала нічого спільного з Вудстоком. Вона не була символом миру і любові, а символом жадібності і наживи. | Праві лапки |

| Артисти         | Сет-ліст | Примітки |
| --------------- | --- | --- |
| Майк Несс       | 1. The Devil In Miss Jones 2. Dont Think Twice Its Alright 3. Misery Loves Company 4. Dope Fiend Blues 5. Rest Of Our Lives 6. Ring Of Fire 7. Charmed Life 8. Ballad Of A Lonely Man 9. I'm In Love With My Car 10. Ball & Chain 11. Send Her Back               | |
| Our Lady Peace  | 1. Naveed 2. One Man Army 3. Supermans Dead 4. Is Anybody Home 5. Potato Girl 6. Blister 7. Waited 8. Happiness & The Fish 9. Carnival 10. Clumsy 11. Starseed | |
| Rusted Root     | 1. Voodoo 2. Rain 3. Cat Turned Blue 4. Heaven 5. Moon 6. Cruel Sun 7. Rising Sun 8. Send Me on My Way 9. Back to the Earth 10. Drum Trip 11. Ecstasy 12. You Can't Always Get What You Want                                                                      | 12. кавер версія пісні гурту The Rolling Stones |
| Sevendust       | 1. Home 2. Terminator 3. Denial 4. Too Close to Hate/Sweet Home Alabama/Walk 5. Speak 6. Headtrip 7. Black 8. Crumbled 9. Rumble Fish 10. Bitch | Барабанщик Sevendust Морґан Роуз згадував, що їх групу супроводжували численні охоронці до сцени, оскільки поведінка натовпу ставала все більш агресивною після виступу Джоел. Виконали кавер версію пісні гурту: 4. Lynyrd Skynyrd ["Sweet Home Alabama"]                                                                |
| Collective Soul | 1. Where The River Flows 2. Precious Declaration 3. December 4. Crazy Train 5. Simple 6. Heavy 7. Blame 8. Generate 9. I Will Follow 10. Gel 11. Shine | Виконали кавер версії пісень гурту/композитора: 4. Оззі Осборна; 9. U2 |
| Godsmack        | 1. Now or Never 2. Immune 3. Time Bomb 4. Stress 5. Keep Away 6. Get Up, Get Out! 7. Bad Religion 8. Moon Baby 9. Whatever | Чимало свідків зазначали зростаючу кількість бійок та пошкоджень майна по всьому майданчику під час виступу Godsmack. |
| Megadeth        | 1. Holy Wars...The Punishment Due 2. In My Darkest Hour 3. Reckoning Day 4. A Secret Place 5. Angry Again 6. She Wolf 7. A Tout Le Monde 8. Almost Honest 9. Crush 'Em 10. Use the Man 11. Trust 12. Sweating Bullets 13. Symphony of Destruction 14. Peace Sells | Фронтмен Megadeth Дейв Мастейн вшанував пам'ять колишнього барабанщика Гарра Самуельсона, який помер незадовго до фестивалю, перед виконанням пісні "Peace Sells". Один із фанатів направив лазерну указку на фронтмена Megadeth, Дейва Мастейна, під час їх виступу, що спонукало його розкритикувати поведінку натовпу. |

| Артисти          | Сет-ліст | Примітки                                                                                    |
| ---------------- | --- | ------------------------------------------------------------------------------------------- |
| Крісті Голсон    | |                                                                                             |
| Мо Логран        | |                                                                                             |
| The Scoldees     | |                                                                                             |
| The Supersuckers | |                                                                                             |
| Big Sugar        | |                                                                                             |
| Muse             | 1. Sunburn 2. Fillip 3. Cave 4. Muscle Museum 5. Unintended 6. Uno                                                                                                 |                                                                                             |
| Джон Ошайца      | |                                                                                             |
| Pound            | |                                                                                             |
| Pushmonkey       | |                                                                                             |
| Cyclefly         | |                                                                                             |
| Indigenous       | |                                                                                             |
| Джон Ентвісл     | 1. Horror Rock / Nightmare (Please Wake Me Up) 2. The Real Me 3. Had Enough 4. My Wife 5. Shakin' All Over 6. Heaven & Hell 7. Summertime Blues 8. Young Man Blues | кавер пісні гурту/композитора: 5. Johnny Kidd & The Pirates; 7. Едді Кокран; 8. Моз Еллісон |
| Reveille         | |                                                                                             |

#### Відхилені або пропущені запрошення
Мерілін Менсон і Hole спершу були заявлені в складі учасників, але пізніше відмовилися. Вважалося, що Менсон скасував виступ через неприязнь до інших учасників, як-от Insane Clown Posse та Limp Bizkit, хоча пізніше він заявив, що відмовився через непропозицію прайм-тайм слоту. Hole не змогли виступити через конфлікти в турі та особисту напруженість між Кортні Лав і Дейвом Ґролом.
Foo Fighters спершу планували виступити, але знялися, щоб завершити роботу над альбомом There Is Nothing Left to Lose.
Sugar Ray мали виступити, але скасували виступ за два дні до фестивалю через хворобу вокаліста Марка Макґрата.
Ал Грін також планував виступити, прилетівши з Нашвілла на приватному літаку, але відмовився після авіакатастрофи, в якій загинув Джон Ф. Кеннеді-молодший.
Декілька гуртів ню-метал жанру, таких як Slipknot, Rob Zombie, System of a Down, Powerman 5000, Static-X та Deftones, отримали пропозиції, але всі були зобов’язані виступати на фінальних датах Ozzfest у Каліфорнії. Deftones відмовилися через особисті конфлікти, пов’язані з Браяном Сетцером. Godsmack і Megadeth стали єдиними гуртами з Ozzfest, які прийняли пропозицію, і їх доставили до Рима вночі для виступу 25 липня.
Декілька гуртів із 1999 Warped Tour також отримали запрошення, але лише Reveille і Sevendust погодилися.

### Організаційні труднощі
Фестиваль був затьмарений складними екологічними умовами, завищеними цінами на їжу та воду, поганою санітарією, сексуальними домаганнями та зґвалтуваннями, заворушеннями, мародерством, вандалізмом, підпалами, насильством та кількома смертями, що привернуло значну увагу медіа та викликало суперечки, які значно перевершили висвітлення музичних виступів. Фестиваль описували як "точку падіння культури".
Шер, Ленг і Ґріффо проводили пресконференції щоранку під час фестивалю, а також наступного дня після його завершення, де вони неодноразово заперечували або мінімізували погані умови та акти насильства на фестивалі.

#### Навколишнє середовище
Температура в Роумі під час фестивалю перевищувала 38 °C. Колишня база ВПС Гріффіс мала великі площі бетону та асфальту з мінімальною кількістю тіні, що створювало ефект "теплового острова". Це не тільки підвищувало температуру вдень, але й утримувало її високою вночі. Відстань між східною та західною сценами становила 2,3 милі (3,7 км), змушуючи відвідувачів долати довгий шлях гарячими бетонними поверхнями. До середини першого дня простір для кемпінгу на трав'янистих ділянках був вичерпаний, і багато людей були змушені розташовуватися на нагрітому асфальті. У пошуках тіні відвідувачі ховалися під трейлерами або столами.
У 2021 році учасник гурту The Offspring Кевін Вассерман саркастично охарактеризував майданчик:
| Ліві лапки | Знаєте, у Німеччині є фестивальний майданчик, збудований Гітлером. Ми грали там багато разів — чудове місце. А ця база була менш гостинною, ніж місце, побудоване нацистами. | Праві лапки |

Концесії
Під час підготовки фестивалю організатори урізали бюджет і були змушені залучити численних субпідрядників для забезпечення харчування. Контракти давали постачальникам повний контроль над цінами. Вода в пляшках продавалася за 4 доларів США, а до третього дня ціна зросла до 12 доларів США. Як альтернативу, відвідувачам фестивалю доводилося здійснювати тривалі прогулянки або користуватися переповненими автобусами до невеликих магазинів у Роумі, які мали довгі черги та низький запас товарів. Більшість привезеної їжі та напоїв конфісковували охоронці, хоча кілька відвідувачів повідомили, що охоронці часто ігнорували або за хабарі дозволяли заносити наркотики. Безкоштовна вода була доступна, але черги до фонтанів були довгими, через що відвідувачі ламали труби, створюючи калюжі, що перетворювалися на грязьові ями. Ґрунт і вода на території були забруднені важкими металами та хімікатами, зокрема трихлоретиленом і ПХД, унаслідок її використання як військової бази, що й спричинило її включення до списку об'єктів Superfund для очищення.
Санітарія
Портативних туалетів не вистачало, і вони швидко стали непридатними. Екскременти з туалетів потрапляли в калюжі та кемпінги. Люди, не знаючи про забруднення, стрибали у воду, що призводило до випадків "траншейного рота" і "траншейної стопи". Аналіз води показав наявність кишкової палички та інших бактерій.
На території було встановлено недостатню кількість сміттєвих баків, і відвідувачі фестивалю почали перекидати їх, використовувати як барабани або катати по полю. Субпідрядні працівники санітарної служби часто не з'являлися для виконання своїх обов'язків, що дозволило сміттю накопичуватися по всій території.
Охорона
Неналежна організація охорони фестивалю стала ще однією причиною насильства та поганих умов на місці проведення. Щоб скоротити витрати та уникнути "впливу уряду чи поліцейської держави", за словами Ланга, організатори не наймали професійних охоронців, а замість цього залучили підлітків та молодь з місцевого центру працевлаштування, які працювали як "Патруль миру". Майже всі співробітники "Патруля миру" не мали жодного досвіду роботи у сфері охорони або правоохоронних органах. Усі вони були неозброєними, і більшість, здавалося, не була зацікавлена у виконанні своїх обов’язків. Деякі охоронці продавали запасні футболки із символікою охорони іншим учасникам фестивалю або взагалі покидали свої пости; дехто з охоронців стверджував, що їхні колеги використовували своє становище для вимагання сексуальних послуг у жінок із публіки. Багато охоронців повідомляли про хуліганську поведінку своїх колег ще у перший день фестивалю, включаючи крадіжки особистих речей у працівників і гостей. Декілька охоронців конфісковували у відвідувачів кемпінгове спорядження на вході; алкогольні напої, які конфісковували, вони часто споживали самі. Численні учасники заходу потрапляли на фестиваль із підробленими перепустками, які охорона рідко вилучала. Багато відвідувачів також проносили наркотики або інші заборонені речовини, які охоронці часто ігнорували або дозволяв пронести за хабар.
Сексуальне насильство
Масове вживання наркотиків, неналежна організація охорони та сприйняття культури мізогінії сприяли численним випадкам насильства над жінками протягом фестивалю. Під час виступу The Offspring вокаліст Декстер Холланд засудив поведінку натовпу після того, як став свідком численних випадків домагань до жінок у публіці, так само як басист Red Hot Chili Peppers Флі та вокаліст Jamiroquai Джей Кей під час своїх виступів. Було офіційно зареєстровано щонайменше п'ять зґвалтувань і численні інші випадки сексуальних домагань і нападів, хоча широко вважається, що реальна кількість значно більша. Очевидці повідомляли, що жінку, яка займалася серфінгом на натовпі, затягнули вниз і напали на неї в мошпіті під час виступу Limp Bizkit. Під час рейв-вечірки після закінчення суботньої програми, очевидно п’яний чоловік викрав технічний автомобіль і в’їхав у ангар, де відбувався рейв, серед натовпу під час виступу Fatboy Slim, після чого співробітники повідомили про зґвалтування неповнолітньої дівчини; Fatboy Slim та його команда були змушені негайно евакуюватися, вилетівши з місцевого аеропорту наступного ранку. Волонтер також повідомив про групове зґвалтування під час виступу Korn.

#### Смертельні випадки
У п’ятницю 44-річний чоловік, Скотт Л. Стенлі з Гаяниса, Массачусетс, помер від теплового виснаження в кемпінгу. Станлі, який відвідував Вудсток 1969 року, був на фестивалі разом із 16-річним прийомним сином та іншими друзями. Причиною смерті пізніше був визначений серцевий напад.
У суботу 24-річний Девід ДеРозія знепритомнів у натовпі під час виступу Metallica. Спочатку медичний персонал концерту намагався лікувати його від судом та підозрюваної наркотичної передозування. ДеРозію доправили до медичного центру авіабази, а потім на вертольоті перевезли до університетської лікарні в Сіракузах. Більше ніж через годину після знепритомнення температура його тіла становила 42 °C. Наступного дня він впав у кому та помер о 12:09 у понеділок, 26 липня, так і не прийшовши до тями. Розтин визначив смерть випадковою, а причиною смерті — гіпертермію, ускладнену кардіомегалією та ожирінням. У 2001 році мати ДеРозії подала позов до Верховного суду штату Нью-Йорк проти організаторів Вудстоку 1999 року та шістьох лікарів, які працювали на фестивалі, стверджуючи, що її син помер через недбалість організаторів у забезпеченні достатньої кількості питної води та належної медичної допомоги для відвідувачів.
Тара К. Вівер, 28-річна жінка з міста Трой, Нью-Йорк, загинула під колесами автомобіля, що мчав на великій швидкості, коли вона йшла дорогою, покидаючи концерт.

### Висвітлення ЗМІ
За весь час фестивалю було заарештовано від 42 до 44 осіб. Десять офіцерів поліції штату та два їхні керівники були понижені в посаді або відсторонені через свою поведінку під час фестивалю:
Керівника двох офіцерів поліції, які позували з оголеними жінками-учасницями, було відсторонено; охоронцю в'язниці штату Нью-Йорк пред'явили звинувачення в содомії 15-річної дівчини під час заворушень. У лікарнях району було надано допомогу 253 людям. Офіційні дані про кількість фанатів, які отримали допомогу на місці, становлять від 4,000 до 4,500, але доктор Річард Касків, один із небагатьох лікарів, які працювали у медичних наметах, заявив, що йому повідомили значно вищі цифри — від 8,000 до 10,000.
Департамент охорони здоров'я штату Нью-Йорк повідомив про 5,162 медичних випадки, пов’язані з фестивалем.
MTV була найнята для широкого висвітлення фестивалю; однак, коли ситуація погіршилася, відвідувачі ставали все більш ворожими до ведучих і персоналу MTV. Карсон Дейлі згадує, як його регулярно закидали пляшками, каменями та батарейками, поки він висвітлював фестиваль, зазначаючи, що керівники MTV випустили заяву для своєї команди на місці, в якій йшлося, що материнська компанія Viacom більше не може гарантувати їхню безпеку. Врешті-решт, мережа евакуювала всю свою команду на фоні насильства в неділю ввечері. Довготривалий ведучий Курт Лодер порівняв досвід з висвітленням новин у зоні бойових дій, особливо в останню ніч, коли учасники концерту почали нападати на новинні автомобілі та репортерів.
До завершення останніх виступів горіло кілька великих вогнищ. Учасники танцювали навколо вогнів. Шукаючи більше палива, деякі відірвали плитку з так званої "Стіни миру", що оточувала територію фестивалю. Банкомати були перевернуті і пограбовані; трейлери, заповнені товарами, їжею та обладнанням, були відкриті і пограбовані; численні покинуті торгові точки або намети були перевернуті і підпалені. Загальна сума, яку вкрали з банкоматів, становила близько 22 000 доларів США. Перелякані працівники фестивалю забарикадувались всередині контрольної вежі, а кілька торговців, що залишались на місці, втекли.
До 11:45 вечора [25 липня] хаос привернув увагу правоохоронних органів. Велика група з 500-700 поліцейських штату Нью-Йорк, місцевих поліцейських та інших представників правоохоронних органів прибула на місце події. Більшість були оснащені обладнанням для контролю заворушень і утворили лінію, яка змусила натовп рухатися на північний захід, подалі від сцени, що знаходилася на східному кінці аеродрому. За деякими повідомленнями, багато учасників натовпу чинили активний опір, і вони розсіялися назад до кемпінгу та через головний вхід. Інші стверджують, що лінія поліції дозволила концертним відвідувачам "втомити себе" в зоні кемпінгу, і що пожежі не були ліквідовані до "багато після сходу сонця".
Курт Лодер описав ці події для USA Today:
| Ліві лапки | Було небезпечно знаходитися поруч. Уся атмосфера була лякаючою. Це були просто хвилі ненависті, що відскакували від кожного кута... Було очевидно, що нам потрібно вийти з цього місця... Це було схоже на концентраційний табір. Щоб потрапити всередину, тебе обшукують, щоб переконатися, що ти не приносиш з собою воду чи їжу, що могли б завадити купувати в їхніх абсурдно дорогих кіосках. Ти копаєшся в смітті та людських відходах. Атмосфера була просякнута гнівом. | Праві лапки |

Після завершення фестивалю члени Національної організації жінок провели протест біля офісів одного з організаторів у Нью-Йорку, засуджуючи сексуальне насильство над жінками. Поліція розслідувала чотири випадки зґвалтування, які сталися під час концерту. У жовтні 2000 року одна з жінок подала позов проти округу Онайда та Майкла Ленга за особисту шкоду через сексуальне насильство на фестивалі. Проти організаторів було подано численні позови через погані екологічні умови фестивалю.
The New York Times звернулася до учасників фестивалю Rage Against the Machine за коментарями щодо суперечок навколо фестивалю. Гітарист Том Морелло написав у колонці Ніла Штрауса 5 серпня 1999 року:
| Ліві лапки | Ей, залиште молодь у спокої. Я ситий по горло цією скаженою демонізацією молодих людей через Woodstock '99. Так, на Woodstock були хижаки: виродки, які нападали на жінок, жадібні організатори, які вичавлювали кожну копійку з спраглих відвідувачів, і, зрештою, хижацькі ЗМІ, які закривали очі на справжнє насильство й робили козлів відпущення з чверті мільйона шанувальників музики на Woodstock '99, більшість із яких прекрасно провела час. | Праві лапки |

Прибирання території після фестивалю тривало три тижні. Організатори витратили близько 78 000 доларів США на пересаджування газону на сценах і в місцях для мошпітів. Приблизно 12 трейлерів, невеликий автобус і кілька кіосків та переносних туалетів були пошкоджені або згоріли під час заворушень. У деяких трейлерах вибухнули баки з охолоджувальною рідиною або пропаном.
Через численні судові позови та штрафи, пов'язані з інцидентами на фестивалі, місто Роум отримало лише 200 000 доларів США прибутку від усього заходу.
Після фестивалю журналістка San Francisco Examiner Джейн Ґаналь засумнівалася в можливості організувати ще один високопрофільний концерт Вудсток, назвавши цю подію "днем, коли музика померла".

### Запис концерту
MTV широко висвітлював фестиваль, а пряма трансляція була доступна за системою pay-per-view, і ранні дані свідчать про 500 000 покупок. Окрім музичних виступів, трансляція MTV включала репортажі з місця події та інтерв'ю з відвідувачами, які журналісти пізніше охарактеризували як зразок гонзо-журналістики.  Радіоправа на трансляцію належали Westwood One. Витяги з фестивалю були випущені на CD та DVD. У Канаді подію висвітлював канал Much; їхні матеріали включали інтерв’ю з артистами та відвідувачами, але не музичні виступи.
Додатковий дохід надійшов від продажу CD і DVD після фестивалю. Музика з Вудстока 1999 була випущена у вигляді дводискового компакт-дискового набору, Woodstock 1999. Альбом включає 32 виконавців і був випущений на Epic Records 19 жовтня 1999 року. DVD з основними моментами концертів під назвою Woodstock 99 був випущений у березні 2000 року. Він містить більш позитивні аспекти концертів з однією піснею від кожного з 29 учасників, а також інтерв'ю з музикантами та відвідувачами. Більшість виступів гурту Bush доступні на DVD The Best of '94–'99.

### Документальні фільми
The Ringer створив восьмисерійний подкаст-документальний серіал про фестиваль під назвою Break Stuff: The Story of Woodstock '99.
Документальний фільм Woodstock 99: Peace, Love, and Rage, режисера Гаррета Прайса, прем’єрував 23 липня 2021 року на HBO та HBO Max.
3 серпня 2022 року на Netflix вийшов трисерійний документальний мінісеріал Trainwreck: Woodstock '99, який містить інтерв’ю з відвідувачами фестивалю, журналістами, артистами, що виступали, та співорганізаторами Джоном Шером і Майклом Ленгом.

## Heroes of Woodstock Tour
Був північноамериканським концертним туром, присвяченим 40-річчю першого фестивалю Вудсток. Тур включав кілька гуртів, більшість із яких виступали на оригінальному фестивалі або мали учасників, які там грали. Склад музикантів змінювався залежно від місця проведення, але більшість концертів включали Jefferson Starship, Big Brother and the Holding Company, Canned Heat, Ten Years After і Тома Константена (клавішник гурту Grateful Dead). На деяких концертах також виступали Мелані Сафка, Едгар Вінтер, Джон Себастьян, Quicksilver Messenger Service, Mountain і Левон Хелм. Тур загалом є фінансовим провалом через низьку відвідуваність на більшості виступів.
У світі відбулися численні заходи на честь фестивалю. 15 серпня в Bethel Woods Center for the Arts, розташованому біля оригінального місця проведення, відбувся восьмигодинний концерт за участю найбільшої кількості виконавців-учасників Вудстока з 1969 року.
З кожним квитком на виступ Heroes of Woodstock власник квитка отримував безкоштовне завантаження запису концерту, який він відвідав, у форматі .mp3. Завантаження ставали доступними через один-п'ять днів після завершення концерту та залишалися безкоштовними протягом трьох днів. Щоб отримати доступ до завантаження, потрібно було ввести код, який видавався на концерті. Після трьох днів доступу файли більше не можна було завантажити безкоштовно, але файли у форматі .flac залишалися доступними для покупки.
У 2009 році Майкл Ленг та Голлі Джордж-Воррен опублікували книгу The Road to Woodstock, яка описує участь Ленга у створенні Вудстокського музичного та мистецького фестивалю, з особистими історіями та цитатами ключових учасників події.

### Дати туру
12 червня 2009 року – Del Mar Fairgrounds - San Diego County Fair, Сан-Дієго, Каліфорнія
| Артисти                                           | Сет-ліст | Примітки |
| ------------------------------------------------- | --- | --- |
| Кантрі Джо Макдональд                             | 1. Entertainment Is My Business 2. Fixin' To Die Rag 3. For What It's Worth 4. This Land Is Your Land 5. Save The Whales                                                                           | Виконано кавер пісні гурту/композитора: 3. Buffalo Springfield; 4. Вуді Гатрі |
| Big Brother and the Holding Company               | 1. Down On Me 2. Summertime 3. Piece Of My Heart 4. Ball And Chain 5. Me And Bobby McGee | Виконано кавер пісні гурту/композитора: 2. Джорджа Гершвіна; 3. Ерми Франклін; 4. Біг Мама Торнтон 5. Кріса Крістоферсона; Гурт також виконав народну пісню про незалежність: ["Down on Me"] |
| Canned Heat                                       | 1. Bullfrog Blues 2. On the Road Again 3. Time Was 4. Going Up the Country 5. Caterpillar Crawl 6. Let's Work Together                                                                             | Canned Heat возз'єдналися з колишніми учасниками Ларрі "The Mole" Тейлором та Харві "The Snake" Манделем для цього туру. Виконано кавер пісні гурту/композитора: 1. Вільяма Генрі Гарріса; 6. Вілберт Гаррісон |
| Jefferson Starship (спільно з Томом Констансеном) | 1. 3/5 of a Mile in 10 Seconds 2. Somebody to Love 3. The Other Side of This Life 4. Won't You Try/Saturday Afternoon 5. Eskimo Blue Day 6. Deal 7. I Know You Rider 8. White Rabbit 9. Volunteers | Jefferson Starship додали басиста Джеффа Певара для цього туру. До цього вони гастролювали без басиста, поки Кріс Сміт виконував функції синтезованого басу. Том Константен виконував музику Grateful Dead як запрошений учасник Jefferson Starship. Виконано кавер пісні гурту/композитора: 3. Фреда Ніла 6,7. Grateful Dead. |

31 липня 2009 року – Genesee Theatre, Вокіган, Іллінойс
| Артисти                                           | Сет-ліст | Примітки |
| ------------------------------------------------- | -------- | -------- |
| Jefferson Starship (спільно з Томом Констансеном) |          |          |
| Джон Себастьян                                    |          |          |
| Canned Heat                                       |          |          |
| Big Brother and the Holding Company               |          |          |
| Кантрі Джо Макдональд                             |          |          |

1 серпня 2009 року – Soaring Eagle Casino, Маунт-Плезант, Мічиган
| Артисти                                           | Сет-ліст | Примітки |
| ------------------------------------------------- | -------- | -------- |
| Jefferson Starship (спільно з Томом Констансеном) |          |          |
| Джон Себастьян                                    |          |          |
| Canned Heat                                       |          |          |
| Big Brother and the Holding Company               |          |          |
| Кантрі Джо Макдональд                             |          |          |

2 серпня 2009 року – Fraze Pavilion, Кеттерінг, Огайо
| Артисти                                                                           | Сет-ліст | Примітки |
| --------------------------------------------------------------------------------- | --- | --- |
| Jefferson Starship (спільно з Томом Констансеном, Гаррі Дунканом, Linda Imperial) | 1. Somebody to Love 2. The Other Side of This Life 3. 3/5 of a Mile in 10 Seconds 4. Eskimo Blue Day 5. Wooden Ships 6. Grateful Dead Medley 7. Deal 8. Uncle Sam Blues 9. Plastic Fantastic Lover 10. The Ballad of You and Me and Pooneil 11. White Rabbit | Виконано кавер пісні гурту/композитора: 2. Фреда Ніла 7. Grateful Dead; |
| Джон Себастьян                                                                    | | |
| Canned Heat                                                                       | 1. Bullfrog Blues 2. On the Road Again 3. Time Was 4. Going Up the Country 5. Wade in the Water 6. Let Me Drive Your Automobile 7. Amphetamine Annie 8. Let's Work Together 9. Woodstock Boogie                                                              | Виконано кавер пісні гурту/композитора: 1. Вільяма Генрі Гарріса; 8. Вілберт Гаррісон Також гурт виконав спіричуел: ["Wade in the Water"] |
| Big Brother and the Holding Company                                               | 1. Down on Me 2. Combination of the Two 3. I Need a Man to Love 4. Summertime 5. Me and Bobby McGee 6. Turtle Blues 7. Piece of My Heart 8. Ball and Chain                                                                                                   | Виконано кавер пісні гурту/композитора: 4. Джорджа Гершвіна; 5. Кріса Крістоферсона; 7. Ерми Франклін; 8. Біг Мама Торнтон Гурт також виконав народну пісню про незалежність: ["Down on Me"]                                                                                      |
| Кантрі Джо Макдональд                                                             | 1. Entertainment Is My Business 2. I-Feel-Like-I'm-Fixin'-to-Die Rag 3. Rock and Soul Music 4. Here I Go Again 5. Coming Into Los Angeles 6. Death Sound Blues 7. For What It's Worth 8. Bass Strings                                                        | Гурт виконав композицію "I-Feel-Like-I'm-Fixin'-to-Die Rag" спільно з Big Brother and the Holding Company, й "Death Sound Blues" спільно з Canned Heat , а на завершенні сету з Jefferson Starship. Виконано кавер пісні гурту/композитора: 5. Арло Гатрі; 7. Buffalo Springfield |

9 серпня 2009 року – Barnyard All Terrain, Лівермор, Мен
| Артисти                                           | Сет-ліст | Примітки |
| ------------------------------------------------- | -------- | -------- |
| Jefferson Starship (спільно з Томом Констансеном) |          |          |
| Ten Years After                                   |          |          |
| Canned Heat                                       |          |          |
| Big Brother and the Holding Company               |          |          |
| Кантрі Джо Макдональд                             |          |          |

12 серпня 2009 року – Nokia Theatre [Palladium Times Square], Нью-Йорк, Нью-Йорк
| Артисти                                           | Сет-ліст | Примітки |
| ------------------------------------------------- | -------- | -------- |
| Jefferson Starship (спільно з Томом Констансеном) |          |          |
| Ten Years After                                   |          |          |
| Canned Heat                                       |          |          |
| Big Brother and the Holding Company               |          |          |
| Кантрі Джо Макдональд                             |          |          |

13 серпня 2009 року – Westbury Music Fair, Вестбері, Нью-Йорк
| Артисти                                           | Сет-ліст | Примітки |
| ------------------------------------------------- | -------- | -------- |
| Jefferson Starship (спільно з Томом Констансеном) |          |          |
| Ten Years After                                   |          |          |
| Canned Heat                                       |          |          |
| Big Brother and the Holding Company               |          |          |
| Кантрі Джо Макдональд                             |          |          |

14 серпня 2009 року – MGM Grand at Foxwoods, Машантуккет, Коннектикут
| Артисти                                           | Сет-ліст | Примітки |
| ------------------------------------------------- | -------- | -------- |
| Jefferson Starship (спільно з Томом Констансеном) |          |          |
| Ten Years After                                   |          |          |
| Canned Heat                                       |          |          |
| Big Brother and the Holding Company               |          |          |
| Кантрі Джо Макдональд                             |          |          |

15 серпня 2009 року – Bethel Woods Center for the Arts, Бетел, Нью-Йорк
| Артисти | Сет-ліст | Примітки | Загальна примітка |
| --- | --- | --- | --- |
| Конрад Оберг | 1. The Star-Spangled Banner | Виконав гімн Сполучених Штатів | |
| Левон Хелм | | | Цей концерт проходив на місці оригінального фестивалю Вудсток і був приурочений до 40-річчя першого дня фестивалю, п'ятниці, 15 серпня 1969 року. Сліпий 15-річний музикант Конрад Оберг відкрив шоу. Леслі Вест одружився зі своєю нареченою Дженні Маурер на сцені перед заповненою публікою [понад 15 000] після сету Mountain. Японська вокалістка Шіхо Очі з Superfly виступила разом із Big Brother and the Holding Company, виконавши пісні "Down On Me" і "Piece of My Heart" в рамках свого документального фільму "Following the Steps of Janis" для каналу Music On! TV. |
| Mountain | 1. For Yasgur's Farm 2. Mississippi Queen 3. Theme for an Imaginary Western 4. Blowin' in the Wind 5. Blood of the Sun | Виконано кавер пісні гурту/композитора: 3. Джека Брюса; 4. Боб Ділан; 5. Леслі Вест | Цей концерт проходив на місці оригінального фестивалю Вудсток і був приурочений до 40-річчя першого дня фестивалю, п'ятниці, 15 серпня 1969 року. Сліпий 15-річний музикант Конрад Оберг відкрив шоу. Леслі Вест одружився зі своєю нареченою Дженні Маурер на сцені перед заповненою публікою [понад 15 000] після сету Mountain. Японська вокалістка Шіхо Очі з Superfly виступила разом із Big Brother and the Holding Company, виконавши пісні "Down On Me" і "Piece of My Heart" в рамках свого документального фільму "Following the Steps of Janis" для каналу Music On! TV. |
| Jefferson Starship (спільно з Томом Констансеном, Гаррі Дунканом, Linda Imperial, Софією Рамос Джоко Марселліно та Джо Гуч) | 1. 3/5 of a Mile in 10 Seconds 2. The Other Side of This Life 3. Somebody to Love 4. St. Stephen 5. Turn On Your Love Light 6. Uncle Sam Blues 7. Wooden Ships 8. White Rabbit 9. Plastic Fantastic Lover 10. Volunteers 11. With a Little Help From My Friends | Виконано кавер пісні гурту/композитора: 2. Фреда Ніла 7. Crosby, Stills & Nash; 11. The Beatles                                                                                              | Цей концерт проходив на місці оригінального фестивалю Вудсток і був приурочений до 40-річчя першого дня фестивалю, п'ятниці, 15 серпня 1969 року. Сліпий 15-річний музикант Конрад Оберг відкрив шоу. Леслі Вест одружився зі своєю нареченою Дженні Маурер на сцені перед заповненою публікою [понад 15 000] після сету Mountain. Японська вокалістка Шіхо Очі з Superfly виступила разом із Big Brother and the Holding Company, виконавши пісні "Down On Me" і "Piece of My Heart" в рамках свого документального фільму "Following the Steps of Janis" для каналу Music On! TV. |
| Ten Years After | | | Цей концерт проходив на місці оригінального фестивалю Вудсток і був приурочений до 40-річчя першого дня фестивалю, п'ятниці, 15 серпня 1969 року. Сліпий 15-річний музикант Конрад Оберг відкрив шоу. Леслі Вест одружився зі своєю нареченою Дженні Маурер на сцені перед заповненою публікою [понад 15 000] після сету Mountain. Японська вокалістка Шіхо Очі з Superfly виступила разом із Big Brother and the Holding Company, виконавши пісні "Down On Me" і "Piece of My Heart" в рамках свого документального фільму "Following the Steps of Janis" для каналу Music On! TV. |
| Canned Heat | | | Цей концерт проходив на місці оригінального фестивалю Вудсток і був приурочений до 40-річчя першого дня фестивалю, п'ятниці, 15 серпня 1969 року. Сліпий 15-річний музикант Конрад Оберг відкрив шоу. Леслі Вест одружився зі своєю нареченою Дженні Маурер на сцені перед заповненою публікою [понад 15 000] після сету Mountain. Японська вокалістка Шіхо Очі з Superfly виступила разом із Big Brother and the Holding Company, виконавши пісні "Down On Me" і "Piece of My Heart" в рамках свого документального фільму "Following the Steps of Janis" для каналу Music On! TV. |
| Big Brother and the Holding Company (спільно з Шіхо Очі та Софією Рамос)                                                    | 1. Down on Me 2. Piece of My Heart 3. Combination of the Two 4. Turtle Blues 5. Summertime 6. Me and Bobby McGee 7. Ball and Chain | Виконано кавер пісні гурту/композитора: 2. Ерми Франклін; 5. Джорджа Гершвіна; 6. Кріса Крістоферсона; 7. Біг Мама Торнтон Гурт також виконав народну пісню про незалежність: ["Down on Me"] | Цей концерт проходив на місці оригінального фестивалю Вудсток і був приурочений до 40-річчя першого дня фестивалю, п'ятниці, 15 серпня 1969 року. Сліпий 15-річний музикант Конрад Оберг відкрив шоу. Леслі Вест одружився зі своєю нареченою Дженні Маурер на сцені перед заповненою публікою [понад 15 000] після сету Mountain. Японська вокалістка Шіхо Очі з Superfly виступила разом із Big Brother and the Holding Company, виконавши пісні "Down On Me" і "Piece of My Heart" в рамках свого документального фільму "Following the Steps of Janis" для каналу Music On! TV. |
| Кантрі Джо Макдональд | 1. The "Fish" Cheer 2. I-Feel-Like-I'm-Fixin'-to-Die Rag 3. Death Sound Blues | Гурт спільно виконав композицію 'Death Sound Blues" з Canned Heat | Цей концерт проходив на місці оригінального фестивалю Вудсток і був приурочений до 40-річчя першого дня фестивалю, п'ятниці, 15 серпня 1969 року. Сліпий 15-річний музикант Конрад Оберг відкрив шоу. Леслі Вест одружився зі своєю нареченою Дженні Маурер на сцені перед заповненою публікою [понад 15 000] після сету Mountain. Японська вокалістка Шіхо Очі з Superfly виступила разом із Big Brother and the Holding Company, виконавши пісні "Down On Me" і "Piece of My Heart" в рамках свого документального фільму "Following the Steps of Janis" для каналу Music On! TV. |

16 серпня 2009 року – Tsongas Arena, Ловелл, Массачусетс
| Артисти                                           | Сет-ліст | Примітки |
| ------------------------------------------------- | -------- | -------- |
| Jefferson Starship (спільно з Томом Констансеном) |          |          |
| Ten Years After                                   |          |          |
| Canned Heat                                       |          |          |
| Big Brother and the Holding Company               |          |          |
| Кантрі Джо Макдональд                             |          |          |

18 серпня 2009 року – Mann Center for the Performing Arts, Філадельфія, Пенсільванія
| Артисти                                           | Сет-ліст | Примітки |
| ------------------------------------------------- | -------- | -------- |
| Jefferson Starship (спільно з Томом Констансеном) |          |          |
| Ten Years After                                   |          |          |
| Canned Heat                                       |          |          |
| Big Brother and the Holding Company               |          |          |
| Кантрі Джо Макдональд                             |          |          |

20 серпня 2009 року – Bass Performance Hall, Форт-Верт, Техас
| Артисти                                           | Сет-ліст | Примітки |
| ------------------------------------------------- | -------- | -------- |
| Jefferson Starship (спільно з Томом Констансеном) |          |          |
| Ten Years After                                   |          |          |
| Canned Heat                                       |          |          |
| Едгар Вінтер                                      |          |          |
| Кантрі Джо Макдональд                             |          |          |

22 серпня 2009 року – Blues Ranch, Вінтроп, Вашингтон
| Артисти                                           | Сет-ліст | Примітки |
| ------------------------------------------------- | -------- | -------- |
| Jefferson Starship (спільно з Томом Констансеном) |          |          |
| Ten Years After                                   |          |          |
| Canned Heat                                       |          |          |
| Big Brother and the Holding Company               |          |          |
| Кантрі Джо Макдональд                             |          |          |
| Ренді Хансен                                      |          |          |

23 серпня 2009 року – Greek Theatre, Лос-Анджелес, Каліфорнія
| Артисти                                           | Сет-ліст | Примітки |
| ------------------------------------------------- | -------- | -------- |
| Jefferson Starship (спільно з Томом Констансеном) |          |          |
| Ten Years After                                   |          |          |
| Canned Heat                                       |          |          |
| Big Brother and the Holding Company               |          |          |
| Кантрі Джо Макдональд                             |          |          |

26 серпня 2009 року – Mountain Winery, Саратога, Каліфорнія
| Артисти                                           | Сет-ліст | Примітки |
| ------------------------------------------------- | -------- | -------- |
| Jefferson Starship (спільно з Томом Констансеном) |          |          |
| Ten Years After                                   |          |          |
| Canned Heat                                       |          |          |
| Big Brother and the Holding Company               |          |          |
| Кантрі Джо Макдональд                             |          |          |

7 вересня 2009 року – Sausalito Arts Festival, Саусаліто, Каліфорнія
| Артисти                                           | Сет-ліст | Примітки |
| ------------------------------------------------- | --- | --- |
| Jefferson Starship (спільно з Томом Констансеном) | 1. 3/5 of a Mile in 10 Seconds 2. Count on Me 3. Let's Get Together 4. Crown of Creation 5. Fast Buck Freddie 6. Jane 7. Wooden Ships 8. Deal 9. Loser 10. Greasy Heart 11. Good Shepherd 12. Miracles 13. White Rabbit 14. Somebody to Love 15. Volunteers 16. With a Little Help From My Friends | Виконано кавер пісні гурту/композитора: 3. Діно Валенті 7. Crosby, Stills, Nash; 8,9. Джеррі Гарсія; 14. The Great Society; 16. The Beatles                                                  |
| Quicksilver Messenger Service                     | | |
| Canned Heat                                       | 1. Bullfrog Blues 2. On the Road Again 3. Wade in the Water 4. Amphetamine Annie 5. Going Up the Country 6. Psychedelic Gospel 7. Let's Work Together 8. Canned Heat Boogie | Виконано кавер пісні гурту/композитора: 1. Вільяма Генрі Гарріса; 7. Вілберт Гаррісон Також гурт виконав спіричуел: ["Wade in the Water"]                                                    |
| Big Brother and the Holding Company               | 1. Down on Me 2. Combination of the Two 3. I Need a Man to Love 4. Call on Me 5. Blindman 6. Summertime 7. Me and Bobby McGee 8. Piece of My Heart 9. Ball and Chain 10. Mercedes Benz | Виконано кавер пісні гурту/композитора: 6. Джорджа Гершвіна; 7. Кріса Крістоферсона; 8. Ерми Франклін; 9. Біг Мама Торнтон Гурт також виконав народну пісню про незалежність: ["Down on Me"] |
| Кантрі Джо Макдональд                             | 1. Entertainment Is My Business 2. The "Fish" Cheer 3. I-Feel-Like-I'm-Fixin'-to-Die Rag 4. This Land Is Your Land 5. Flying High 6. Colorado Town 7. Kiss My Ass 8. Red Red Wine 9. Death Sound Blues 10. Breakfast for Two 11. Janis 12. Rockin' Round the World                                 | Виконано кавер пісні гурту/композитора: 4. Вуді Гатрі 8. Ніла Даймонда |

10 жовтня 2009 року – Spotlight 29 Casino, Коачелла, Каліфорнія
| Артисти                                           | Сет-ліст | Примітки |
| ------------------------------------------------- | -------- | -------- |
| Jefferson Starship (спільно з Томом Констансеном) |          |          |
| Мелані Сафка                                      |          |          |
| Canned Heat                                       |          |          |
| Big Brother and the Holding Company               |          |          |
| Кантрі Джо Макдональд                             |          |          |

## Woodstock 50
Був скасованим музичним фестивалем, який спочатку планувалося провести 16–18 серпня 2019 року на автодромі Воткінс-Глен Інтернешнл (Watkins Glen International) у Нью-Йорку, а пізніше в Меррівезер Пост Павільйоні (Merriweather Post Pavilion) у Меріленді. Подія мала стати вшануванням 50-ї річниці першого фестивалю Вудсток.
Фестиваль зіткнувся з численними труднощами, зокрема проблемами з дозволами та організацією, змінами місця проведення та відмовами артистів. Зрештою, фестиваль було скасовано 31 липня 2019 року.

### Підготовка
Співтворець Вудстоку Майкл Ленг  допомагав організувати Woodstock 50. З 2014 року Ленг планував провести фестиваль на честь 50-ї річниці Вудстоку у 2019 році. Наприкінці 2018 року він розпочав переговори з японською інвестиційною компанією Dentsu Aegis Network для фінансування Woodstock 50. Ленг був найнятий консультантом компанією Woodstock 50 LLC, створеною готельєрами Грегом Пеком  і Сьюзен Кронін. Ця компанія була окремою від Woodstock Ventures, щоб уникнути конфлікту інтересів, оскільки остання володіла правами на бренд Woodstock.
У грудні 2018 року Woodstock 50 LLC і Ленг уклали партнерство з Dentsu Aegis, яка надала права на використання імені Woodstock від Woodstock Ventures. Інвестиційна компанія зобов’язалася вкласти близько 49.1 мільйона доларів США, розраховуючи на початкову відвідуваність у 150 000 осіб.
У січні 2019 року Ленг підтвердив, що організовуватиме триденний фестиваль у серпні на автодромі Воткінс-Глен Інтернешнл (Watkins Glen International), Нью-Йорк. У серпні 2018 року фестиваль, організований рок-гуртом Phish, який мав відбутися на автодромі, було скасовано Департаментом охорони здоров'я штату Нью-Йорк за день до запланованого початку через проблеми з якістю води та безпекою після кількох днів повені в регіоні Фінгер-Лейкс. Ленг запланував окреме водопостачання для Woodstock 50, щоб уникнути подібних проблем. Промоутери та агенти намагалися переконати Ленга обрати інше місце проведення, оскільки локація була надто віддалена від готелів і вважалася ризикованою через обставини скасування фестивалю Phish попереднього року.
Для складу учасників Ленг хотів запросити сучасних популярних артистів та тих, хто виступав у 1969 році. Спочатку серед потенційних хедлайнерів розглядали Леді Гагу, Бруно Марса, Бейонсе, My Morning Jacket, Брюса Спрінгстіна, Стіві Вандера, Phish, Кендріка Ламара, Green Day і Дрейка, але жоден із них не потрапив до фінального списку. Ленг також намагався залучити Пола Маккартні, Джоан Баез, Біллі Джоела та возз'єднаних Led Zeppelin, але лише Роберт Плант (вокаліст Led Zeppelin) з’явився у фінальному складі.
Склад Woodstock 50 було оголошено 19 березня 2019 року. The Black Keys спочатку були частиною заявки, але 5 квітня оголосили про відмову через конфлікт у графіку. Згодом ударник гурту Патрік Карні  пояснив, що гурт не хотів, щоб їхній перший виступ після перерви відбувся перед 150 000 людей без належного контролю.
У серпні 2019 року відбувся інший фестиваль, присвячений 50-річчю Вудстоку, на території Bethel Woods Center for the Arts, де проходив оригінальний фестиваль 1969 року. Його склад включав Джон Фоґерті, Santana, Рінго Старра, Арло Гатрі, Едгара Вінтера, The Doobie Brothers, Blood, Sweat & Tears, Tedeschi Trucks Band, Грейс Поттер. Ленг не брав участі в організації цього заходу та намагався заборонити його проведення через рекламування як конкурента Woodstock 50. Концерти в Бетел були проведені 16–18 серпня за планом.

### Організаційні труднощі

#### Затримки з квитками та дозволами
Квитки на фестиваль Woodstock 50 мали надійти в продаж 22 квітня 2019 року, але на цю дату квитки так і не були доступні. На той час організатори ще не отримали дозвіл на проведення масових заходів від Департаменту охорони здоров'я штату Нью-Йорк. Регламент штату Нью-Йорк забороняє рекламу великих нічних заходів без дозволу, що затримало продаж квитків. Дозвіл на масовий захід для фестивалю був поданий 15 квітня, але на той момент Департамент охорони здоров'я ще не схвалив його.

#### Перше скасування та зміна інвесторів
29 квітня інвестори Dentsu Aegis Network оголосили, що більше не фінансуватимуть фестиваль, і захід було скасовано. Представники округу Шаулер, штат Нью-Йорк, також підтвердили скасування. Dentsu Aegis припинили свою участь після того, як організатори зменшили ємність території фестивалю з 100 000 до 75 000 осіб, щоб вмістити кемпінг. Того ж дня організатори фестивалю заперечили скасування і оголосили, що шукатимуть "юридичний засіб".
Superfly, партнер з виробництва для організаторів Woodstock, вийшов з фестивалю 1 травня, також зазначивши зміни у ємності фестивалю як причину свого виходу. До свого відходу Superfly оцінювала максимальну безпечну ємність на рівні 65 000 осіб на території Watkins Glen, що було нижчим за попередні оцінки як Dentsu Aegis, так і Ленга. Після отримання додаткової інформації про ландшафт території автодрому вони знизили свою оцінку максимальної ємності до 61 000 осіб і заявили, що не продовжуватимуть працювати над фестивалем, якщо планується перевищення цієї кількості.
В результаті виведення Dentsu Aegis жоден з запланованих артистів не був зобов'язаний виступати на заході, оскільки їхні контракти були укладені через Dentsu або Amplifi Live, а не через організаторів Woodstock. Представники двох великих агентств талантів повідомили, що рішення Dentsu Aegis могло анулювати контракти артистів, і було малоймовірно, що їхні клієнти виступатимуть на фестивалі. Після оголошення компанії Dead & Company виключили Woodstock 50 з плану турне на своєму сайті. Джон Фогерті заявив, що він розчарований оголошенням і здивований, що фестиваль не забезпечив дозволи раніше, зазначивши: "Було відчуття, що все це має деяку нестабільність."
6 травня, CID Entertainment буде виробником фестивалю, і для того, щоб захід відбувся, Ленгу необхідно було отримати близько 30 мільйонів доларів США до 10 травня та дозвіл на масовий захід від Департаменту охорони здоров'я штату Нью-Йорк. Ленг також звинуватив Dentsu Aegis у незаконному знятті 17 мільйонів доларів США з банківського рахунку фестивалю, блокуванні продажу квитків 22 квітня та спробах скасувати захід без його згоди. Адвокати організаторів Woodstock подали клопотання до суду Нью-Йорка 9 травня з вимогою повернути оспорювані 17 мільйонів доларів США. Amplifi Live подала зустрічний позов проти Ленга 13 травня, стверджуючи, що вони мали право взяти під контроль фестиваль і скасувати його через порушення контракту та логістичні неточності Ленга.
Суддя Верховного суду Нью-Йорка ухвалив рішення на користь організаторів Woodstock 15 травня, визнали, що Dentsu Aegis не має законного права скасувати фестиваль, дозволивши заходу відбутися. Суддя також постановив, що організатори не мають права на повернення 17,8 мільйонів доларів США, які були зняті з банківського рахунку фестивалю. 17 травня Oppenheimer Holdings було оголошено новим фінансовим партнером фестивалю. Після судового рішення Ленг оголосив, що триденні квитки на фестиваль коштуватимуть близько 400 доларів США і що буде доступна обмежена кількість одноденних квитків, зміна порівняно з початковими планами, коли продавалися лише триденні квитки.

#### Втрата локації проведення фестивалю
10 червня Watkins Glen International оголосив, що скасував контракт на проведення фестивалю Woodstock 50, і захід більше не відбудеться на автодромі. Фестиваль втратив своє місце на автодромі через те, що організатори не здійснили платіж у розмірі 150 000 доларів.А Того ж дня CID Entertainment оголосив, що також виходить з фестивалю. Представник фестивалю пізніше повідомив, що організатори ведуть переговори з іншою локацією для проведення заходу.
Наприкінці червня організатори Woodstock подали заявку на отримання дозволу для проведення меншого фестивалю на іподромі Vernon Downs у Верноні, штат Нью-Йорк. Організаторам було відмовлено в дозволі 9 липня. Третю апеляцію організаторів було відхилено планувальною радою Вернона 16 липня.
Організатори перенесли фестиваль до Merriweather Post Pavilion у Коламбії, штат Меріленд, що має меншу місткість, ніж будь-які з попередніх запланованих локацій у Нью-Йорку. Відомий як "Woodstock 50 Washington", фестиваль мав стати заходом для збору коштів на підтримку неприбуткових організацій, що займаються реєстрацією виборців та змінами клімату. Замість того, щоб бути платним, як планувалося спочатку, фестиваль мав стати безкоштовним, і відвідувачів закликали робити пожертви на благодійні справи. Сет Хурвіц, співзасновник оператора Merriweather Post Pavilion IMP, заявив, що їхня локація прийме фестиваль, якщо організатори нададуть лінійку артистів. Концерт, в головній ролі зі The Smashing Pumpkins, був запланований на 17 серпня. Woodstock 50 мав бути скорочений з трьох до одного дня.
Після оголошення про переміщення фестивалю до Меріленду Jay-Z та Джон Фогерті вийшли із заявки Woodstock 50. 26 липня організатори звільнили всіх інших артистів від їхніх контрактів на участь у перенесеному фестивалі. Організатори надіслали артистам лист, в якому пояснили перенесення та нагадали про виплати від Dentsu Aegis, а також запросили їх все ще виступити на фестивалі. Протягом наступних днів Dead & Company, Кантрі Джо Макдональд, Джон Себастьян, Santana, The Lumineers, The Raconteurs, Pussy Riot, і Майлі Сайрус оголосили, що не братимуть участь у перенесеному фестивалі. Кілька артистів відмовились через те, що вони вже мали заплановані інші концерти в середньоатлантичних штатах, і переміщення до Merriweather Post Pavilion суперечило умовам щодо радіусу проведення їхніх попередніх концертів. Представник гурту The Zombies повідомив, що група все ще планує виступити на Woodstock 50. 30 липня, за 17 днів до запланованої дати фестивалю, організатори фестивалю не подали заявку на отримання дозволу на проведення заходу в Merriweather Post Pavilion.

#### Остаточне скасування
31 липня організатори фестивалю  оголосили про скасування заходу. У пресрелізі представники заявили:
| Ліві лапки | Непередбачувані перешкоди зробили неможливим проведення фестивалю, який ми уявляли, з чудовим складом артистів, яких ми забронювали, та соціальною залученістю, на яку ми сподівалися. | Праві лапки |

Ленг повідомив ЗМІ, що звинувачує Dentsu Aegis у провалі фестивалю і розглядає можливість подальших юридичних дій проти цієї фірми. Незважаючи на скасування, Ленг сказав, що сподівається провести менший благодійний захід у Merriweather Post Pavilion наприкінці 2019 року, хоча не був впевнений, що він буде носити ім'я Woodstock.
У червні 2020 року організатори подали позов проти компаній Dentsu Aegis та Amplifi Live, звинувативши їх у саботажі.

### Учасники
Серед артистів, оголошених для участі у Woodstock 50, були The Killers, Imagine Dragons, Halsey, Майлі Сайрус, Роберт Плант, The Raconteurs, Cage the Elephant Жанель Моне. До складу також увійшли музиканти, які виступали на оригінальному фестивалі 1969 року, зокрема Dead & Company (з трьома учасниками Grateful Dead), Джон Фоґерті ( учасник Creedence Clearwater Revival у 1969 році), Santana, Девід Кросбі (учасник гурту Crosby, Stills & Nash у 1969 році), Мелані Сафка, Джон Себастьян, Hot Tuna (з двома учасниками Jefferson Airplane), Canned Heat і Кантрі Джо Макдональд.
Woodstock 50 та його склад офіційно оголосили в березні 2019 року, але продаж квитків не відбувся у заплановану дату. Наприкінці квітня 2019 року один із фінансових спонсорів заявив, що фестиваль скасовано, однак організатори оскаржили це твердження.
У ЗМІ поширювалися суперечливі повідомлення: від звинувачень у фінансових та юридичних труднощах до неможливості отримати необхідні дозволи від місцевої влади. У травні суд постановив, що фінансисти не мали права скасовувати фестиваль, дозволивши захід продовжуватися за планом.
Спочатку фестиваль мав відбутися на автодромі Воткінс-Глен Інтернешнл (Watkins Glen International), але у червні 2019 року місце проведення оголосило, що фестиваль там не відбудеться. 25 липня локацію було змінено на Меррівезер Пост Павільйон (Merriweather Post Pavilion) у Меріленді. Наступного дня всі артисти, що були заявлені як учасники фестивалю, були звільнені від контрактів.

#### Планований склад учасників
Кожному виконавцю у складі фестивалю було виплачено аванс, а решта оплати зберігалася на умовному рахунку до виступу або скасування фестивалю. Разом із офіційним оголошенням про те, що захід не відбудеться, організатори запропонували артистам пожертвувати щонайменше 10% свого гонорару організації HeadCount, неприбутковій організації, яка займається просуванням реєстрації виборців. Ленг зазнав критики за спроби змусити артистів почуватися винними. До 26 липня 2019 року, коли решта виконавців масово відмовилася від участі, а організатори звільнили їх від контрактів, до складу фестивалю мали увійти:

#### 16 серпня 2009
- The Killers
- Майлі Сайрус
- Santana
- The Lumineers
- The Raconteurs
- Роберт Плант
- Натаніель Рейтліф
- Джон Фоґерті
- Run the Jewels
- The Head and the Heart
- Меггі Роджерс
- Michael Franti & Spearhead
- Бішоп Бріґґз
- Андерсон Іст
- Akon
- Princess Nokia
- Джон Себастьян
- Мелані Сафка
- Grandson
- Fever 333
- Dorothy
- Flora Cash
- Larkin Poe
- Брайан Кадд
- Нінетт Тайєб

17 серпня 2009
- Dead & Company
- Chance the Rapper
- The Black Keys
- Стерджілл Сімпсон
- Greta Van Fleet
- Portugal. The Man
- Леон Бріджез
- Gary Clark Jr.
- Edward Sharpe and the Magnetic Zeros
- Девід Кросбі
- Dawes
- Марго Прайс
- Nahko and Medicine for the People
- Індіа Арі
- Джейд Бьорд
- Кантрі Джо Макдональд
- Rival Sons
- Емілі Кінг
- Soccer Mommy
- Sir
- Тейлор Бенетт
- Емі Хелм
- Кортні Хедвін
- Pearl
- John-Robert
- IAMDDB

18 серпня 2009
- Jay-Z
- Imagine Dragons
- Halsey
- Cage the Elephant
- Бренді Карлайл
- Жанель Моне
- Young the Giant
- Кортни Барнетт
- Common
- Вінс Степлс
- Judah & the Lion
- Ерл Светшот
- Boygenius
- Reignwolf
- The Zombies
- Canned Heat
- Hot Tuna
- Pussy Riot
- Cherry Glazerr
- Левен Калі
- The Marcus King Band
- Victory
- Hollis Brown
- Джон Гаррольд Крейгі III
- Amigo the Devil
- Ліз Брашер

## Спадщина
У роки після фестивалю 1969 року співпродюсери  Джон Робертс і Джоел Розенман разом із Робертом Пілпелом написали книгу Young Men with Unlimited Capital: The Inside Story of the Legendary Woodstock Festival Told By The Two People Who Paid for It, яка розповідає про події за лаштунками під час організації фестивалю.
Виборці Бетелу не переобрали на посаду Даніела Аматукі на виборах у листопаді 1969 року через його роль у проведенні фестивалю. Перемога іншого кандидата була здобута з невеликим відривом у 6–50 голосів. Законодавча асамблея штату Нью-Йорк і влада міста Бетел ухвалили закони про масові зібрання, щоб запобігти проведенню подібних фестивалів у майбутньому.
Проти Woodstock Ventures було подано близько 80 позовів, переважно від місцевих фермерів. Завдяки фільму вдалося виплатити компенсації та покрити борг у 1,4 мільйона доларів США, який Робертс і Розенман накопичили через фестиваль.
У 1984 році на місці оригінального фестивалю власники землі Луїс Нікі та Джун Геліш встановили пам’ятник із написом "Мир і музика," створений місцевим скульптором Вейном К. Соурдом із Блумінгбурга.
Були спроби завадити відвідувачам приїжджати на місце фестивалю: власники розкидали курячий послід, а під час однієї річниці трактори й поліцейські машини перекривали дороги. Попри це, в 1989 році на імпровізоване святкування 20-ї річниці зібралося багато людей. У 1997 році громадська група встановила вітальний знак для відвідувачів. На відміну від Бетелу, місто Вудсток активно намагалося використовувати свій зв’язок із фестивалем. Згодом і Бетел змінив свою позицію, почавши підтримувати зв’язок із фестивалем та Вудстоком.
Вудсток досі є економічним рушієм для місцевої економіки. Звіт Bethel Woods за 2018 рік свідчить, що у штаті Нью-Йорк було згенеровано витрат понад 560,82 мільйона доларів США. З моменту відкриття у 2006 році місце відвідали 2,9 мільйона осіб, зокрема 214 405 у 2018 році, що еквівалентно створенню 172 постійних робочих місць, включно із прямими зарплатами в 5,1 мільйона доларів США у окрузі Салліван.

### В культурі
Як один із найбільших музичних фестивалів в історії та культурний символ кінця 1960-х, Вудсток згадувався у багатьох аспектах популярної культури. Фраза "покоління Вудстока" стала загальновживаною. Триб'юти та пародії на фестиваль з’явилися майже одразу після його завершення. Карикатурист Чарльз Шульц назвав свого птаха Вудстоком у серії коміксів Peanuts на честь фестивалю. У квітні 1970 року журнал Mad опублікував поему Френк Джейкобс з ілюстраціями Серхіо Арагонеса, що пародіювала проблеми з трафіком і складнощі дістатися близько до музики.
Журнал Time у 2010 році назвав виступ The Who на Вудстоці 1969 року одним із "10 найкращих моментів музичних фестивалів".
У 2017 році співачка Лана Дель Рей випустила пісню Coachella – Woodstock in My Mind, у якій висловила свої переживання щодо напруженості між Північною Кореєю та Сполученими Штатами під час її перебування на фестивалі Коачелла, використавши Вудсток як символ миру й ностальгії.
Того ж року рок-гурт з Портленда Portugal. The Man випустив альбом Woodstock, натхнений розмовою вокаліста Джона Горлі з батьком про квиток на фестиваль.
У серпні 2019 року Поштова служба США випустила марку, присвячену 50-річчю Вудстока. Марку створив Антоніо Алькала, артдиректор Поштової служби США і її вперше випустили 8 серпня 2019 року в Метрополітен-музеї в Нью-Йорку. У музеї проходила виставка Play it Loud, організована спільно із Залою слави рок-н-ролу, на якій були представлені вінтажні музичні інструменти, постери та костюми. На церемонії виступили продюсери Вудстока Майкл Ленг і Джоел Розенман. Церемонія розпочалася виконанням The Star-Spangled Banner у виконанні Кірком Дугласом з гурту The Roots, що нагадувало виступ Джимі Гендрікса.
У 2023 році південнокорейський організатор офіційно придбав ліцензію Вудстока і планував провести фестиваль у Пучхоні, але через недостатню підготовку його було скасовано.

### Сьогодення
Поле та сцена залишаються збереженими та відкритими для відвідувачів у складі центру мистецтв Bethel Woods, після того як у 1996 році цю територію придбав піонер кабельного телебачення Алан Джеррі з цією метою. Центр відкрився 1 липня 2006 року виступом Нью-Йоркського філармонічного оркестру на новозбудованій павільйонній сцені, розташованій приблизно за 460 метрів на південь-південний схід від місця сцени 1969 року. Місце оригінальної сцени залишається порожнім, за винятком меморіальної таблички, встановленої у 1984 році. У червні 2008 року центр Bethel Woods відкрив музей, присвячений досвіду та культурному значенню фестивалю Woodstock.
Серед визначних подій після відкриття центру були виступ Crosby, Stills, Nash & Young у серпні 2006 року та розвіювання праху Річі Гевенса у серпні 2013 року.

Наприкінці 2016 року Управління з охорони історичної спадщини штату Нью-Йорк подало заявку до Служби національних парків на внесення 240 гектарів), включаючи місце проведення фестивалю та прилеглі території, що використовувалися для кемпінгу, до Національного реєстру історичних місць. У лютому 2017 року цей об’єкт був внесений до реєстру.

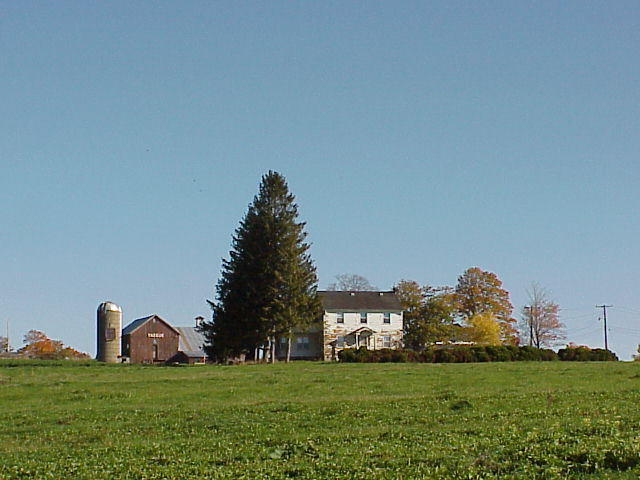
Ферма Макса Ясгура, 1999
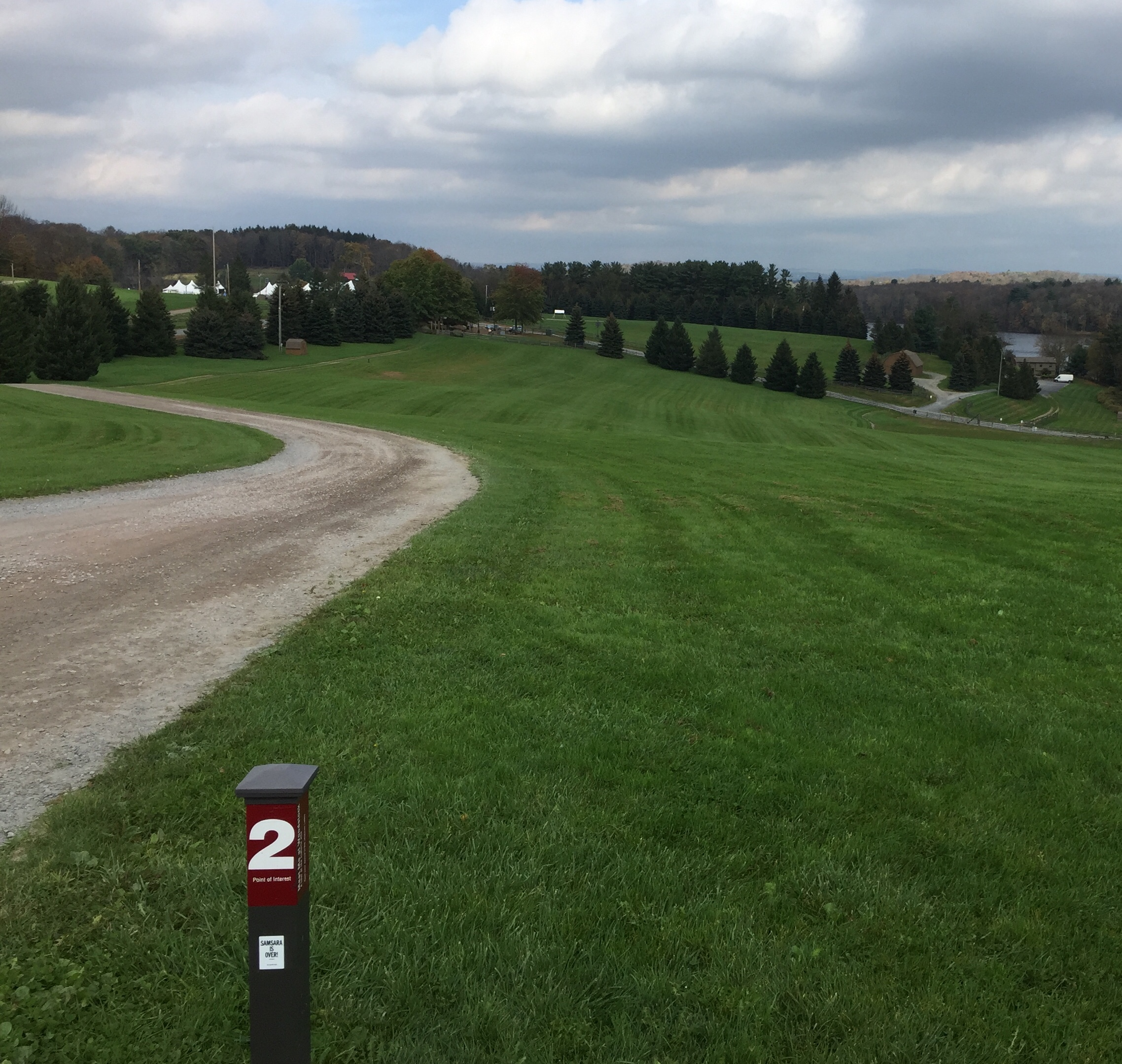
Місце проведення концерту у жовтні 2021. Сцена розташована біля невеликих дерев у центрі-праворуч на задньому плані.
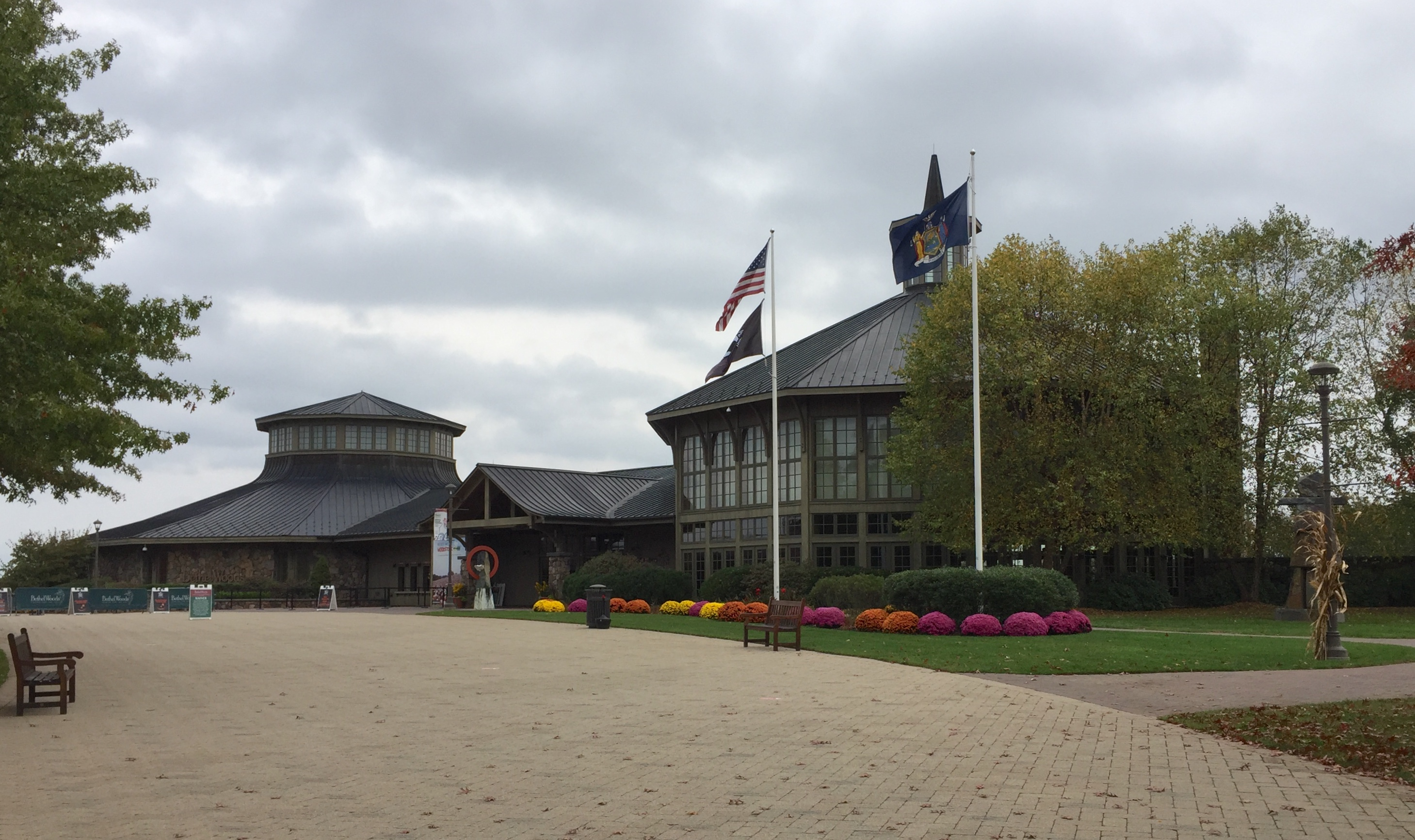
Музей у Bethel Woods

#### Зауваги
1. ↑  Hair [1967]
2. ↑  Пісня на той час була без назви
3. ↑  Перші дві пісні без участі Джо Кокера
4. ↑  До 1968 року Ніл Янг був в складі цієї групи
5. ↑  Woodstock '69
6. ↑  Suffolk County Police Department
7. ↑  Grateful Dead не є автором "I Know You Rider", але ця пісня була невід’ємною частиною живих виступів від самого початку існування гурту в 1965 році.[235]